# Петербургский метрополитен
Петербу́ргский метрополите́н (до 1992 года — Ленингра́дский о́рдена Ле́нина метрополите́н и́мени В. И. Ле́нина) —  рельсовая скоростная внеуличная электрическая транспортная система Санкт-Петербургской агломерации (в Санкт-Петербурге и г. Мурино Ленинградской области со ст. «Девяткино»). Открыт 15 ноября 1955 года, став вторым по счёту в СССР и РСФСР после московского. Первый в стране с кросс-платформенным пересадочным узлом, станцией в другом субъекте РФ, первыми в мире односводчатыми станциями глубокого заложения («Площадью Мужества» и «Политехнической»), односводчатой двухъярусной станцией («Спортивной») и станциями закрытого типа (без боковых посадочных платформ), имеющими неофициальное название «горизонтальный лифт».
Петербургский метрополитен эксплуатируется государственным унитарным предприятием «Петербургский метрополитен», которое с 2021 года находится в ведении Комитета по транспорту.
Состоит из 5 линий, эксплуатационная длина которых, по состоянию на 1 января 2025 года, составляет 128,4 км. Имеется 7 пересадочных узлов — 6 двухстанционных и один трёхстанционный. 12 станций имеют пересадку на объекты железнодорожной инфраструктуры (вокзалы, станции и платформы). По состоянию на 2019 год система метро включает 83 вестибюля, 301 эскалатор, 30 траволаторов и более 700 турникетов. Имеется 7 эксплуатационных депо, одно из которых — ремонтное. К пяти из них приписаны поезда.
В 2018 году Петербургский метрополитен перевёз 743 млн пассажиров, что ставит его по уровню загруженности на 19-е место в мире и 4-е в Европе. По длине эксплуатируемых линий занимает 41-е место в мире и 8-е в Европе (после метрополитенов Москвы, Лондона, Мадрида, Парижа, Берлина, Валенсии и Барселоны).
Средняя скорость движения поездов в Петербургском метрополитене на 2017 год составляла 39 км/ч.
Петербургский метрополитен является самым глубоким в мире по средней глубине залегания станций: самая глубокая станция в СНГ — «Адмиралтейская» (≈ 86 м). Многие станции имеют оригинальное архитектурно-художественное оформление, 8 станций признаны объектами культурного наследия России.
В Петербургском метрополитене действует линейная система движения поездов.
В здании реконструируемого вестибюля станции «Фрунзенская» сооружается Единый диспетчерский центр метрополитена, открытие которого планируется позже самой станции.

## История

### Проекты метро в царском Петербурге

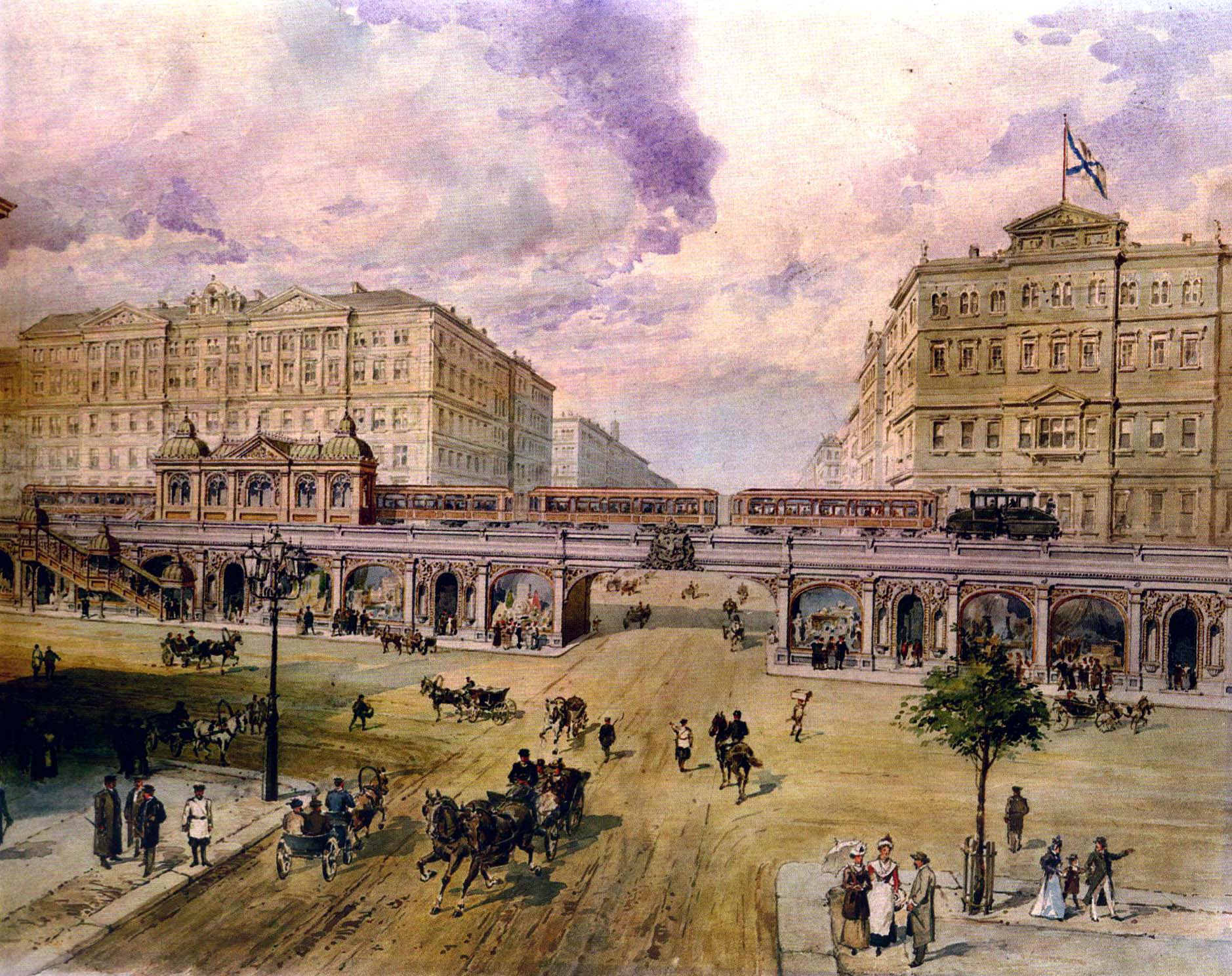
Проект Петербургского метрополитена П. И. Балинского (1900-е)

Проекты сооружений, напоминающих метрополитен, предлагались в Санкт-Петербурге ещё в начале XIX века. Первым таковым был проект тоннеля под Большой Невой, соединяющий Васильевский остров с Адмиралтейской стороной, в 1814 году предложенный английским инженером французского происхождения Марком Изамбардом Брюнелем, однако проект не был реализован в связи со смертью императора Александра I. Позже были представлены детальные проекты сооружения подземной железной дороги, соединяющей разные берега города, но они также не нашли отклика у императора — вместо неё в 1855 году соорудили Николаевский (ныне — Благовещенский) мост, который снял строительство тоннелей с повестки, однако вскоре транспортная проблема встала с новой силой. К концу XIX века строительство метрополитена в столице Российской империи начало обсуждаться всерьёз. Тем временем, в Петербурге не было даже электрического трамвая. Противодействие городских властей, желавших взять этот вид транспорта под свой контроль, в конечном итоге стало одной из причин того, что проект метрополитена тогда так и не был осуществлён, так как был отклонён императором Николаем II.
Практически все дореволюционные проекты отличались эстакадным исполнением линий, по аналогии с парижским или венским метро, и, как показал последующий опыт эксплуатации в условиях Петербурга, использование открытых линий было бы сопряжено с большими трудностями. Для строительства преимущественно тоннельного метрополитена, притом глубокого заложения, в Петербурге в то время не было достаточных материальных и технических ресурсов.

### Возвращение к теме метро и начало строительства (1938—1941)

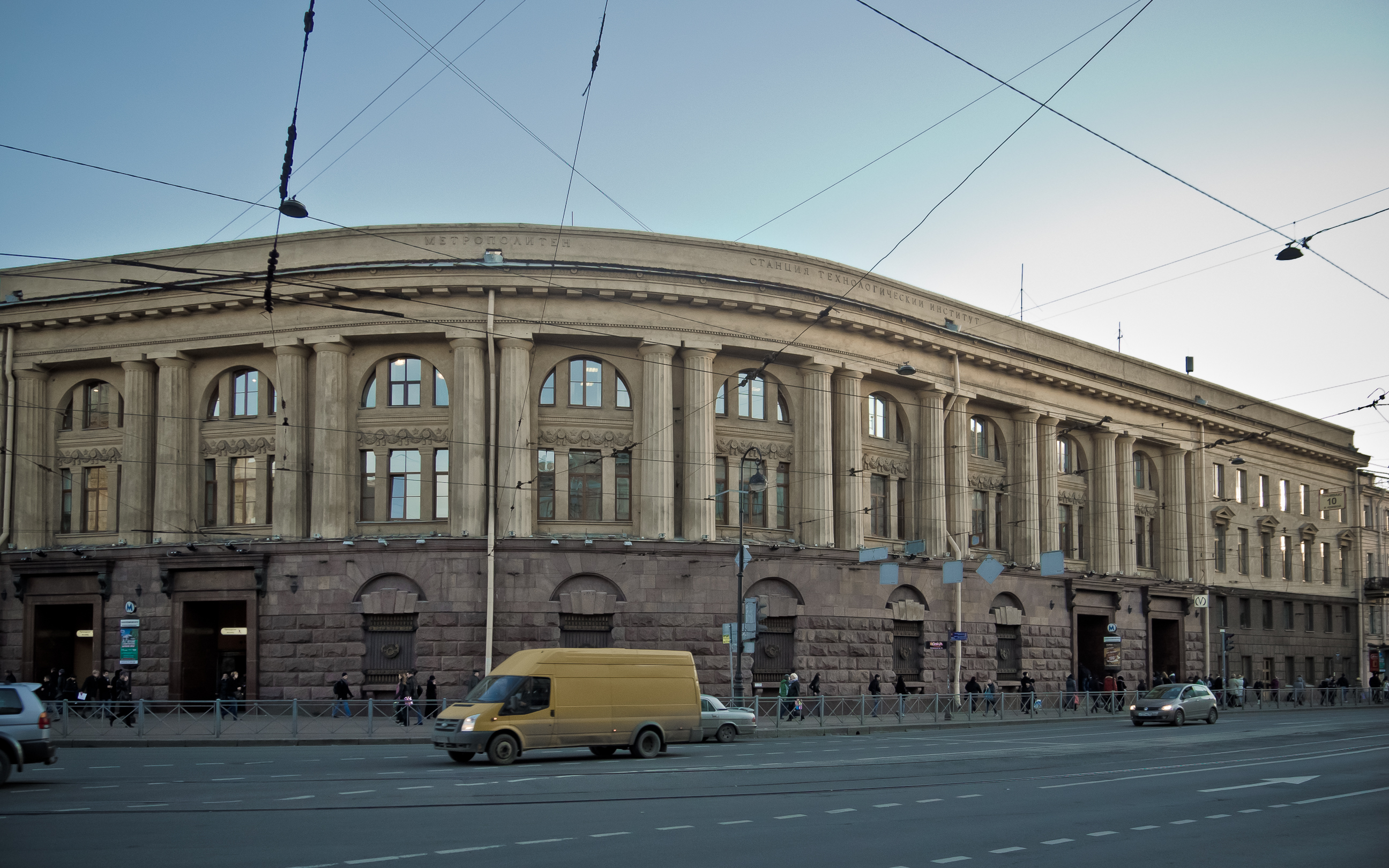
Здание Управления Петербургского метрополитена на Московском проспекте

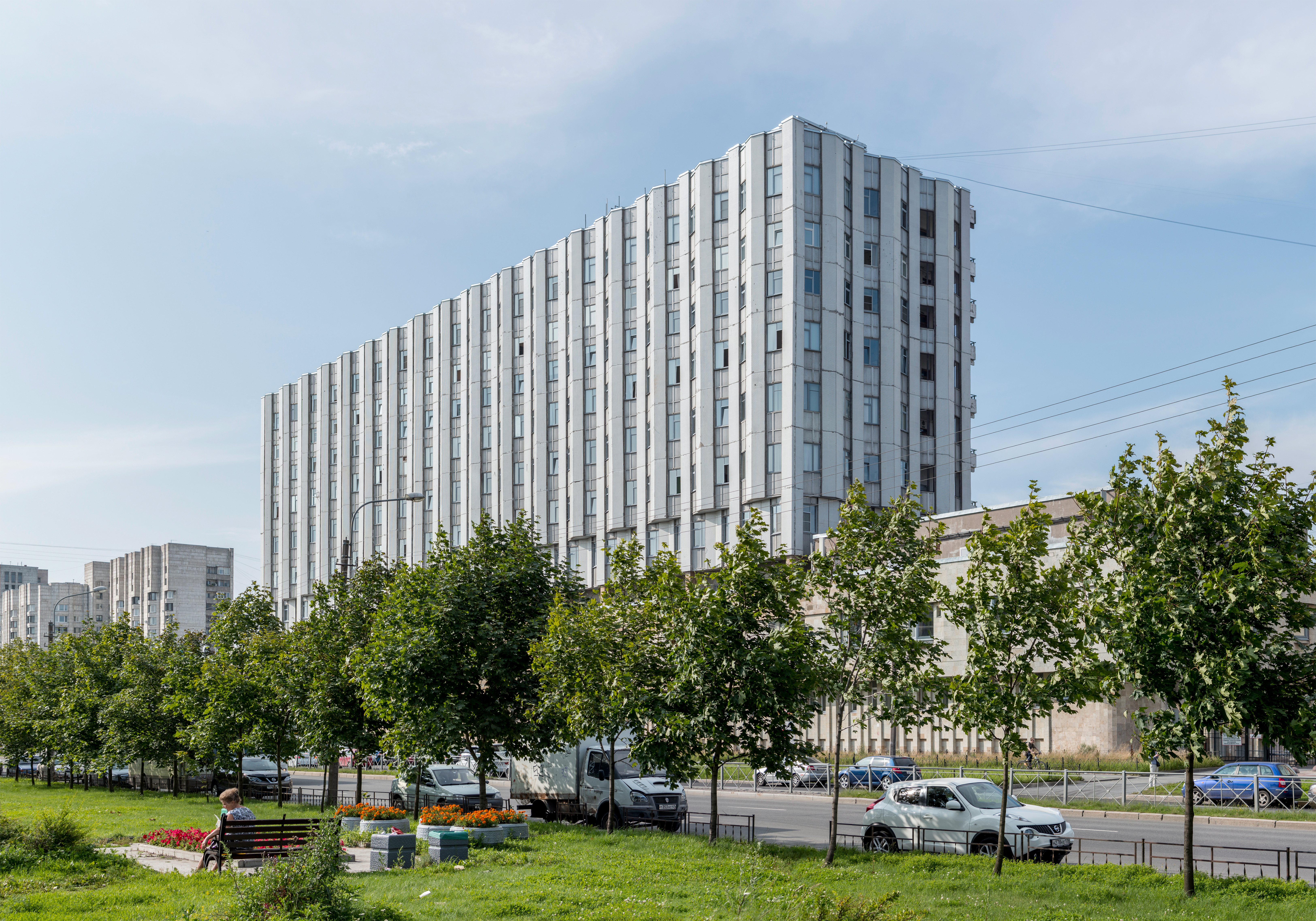
Административное здание Петербургского метрополитена на улице Одоевского

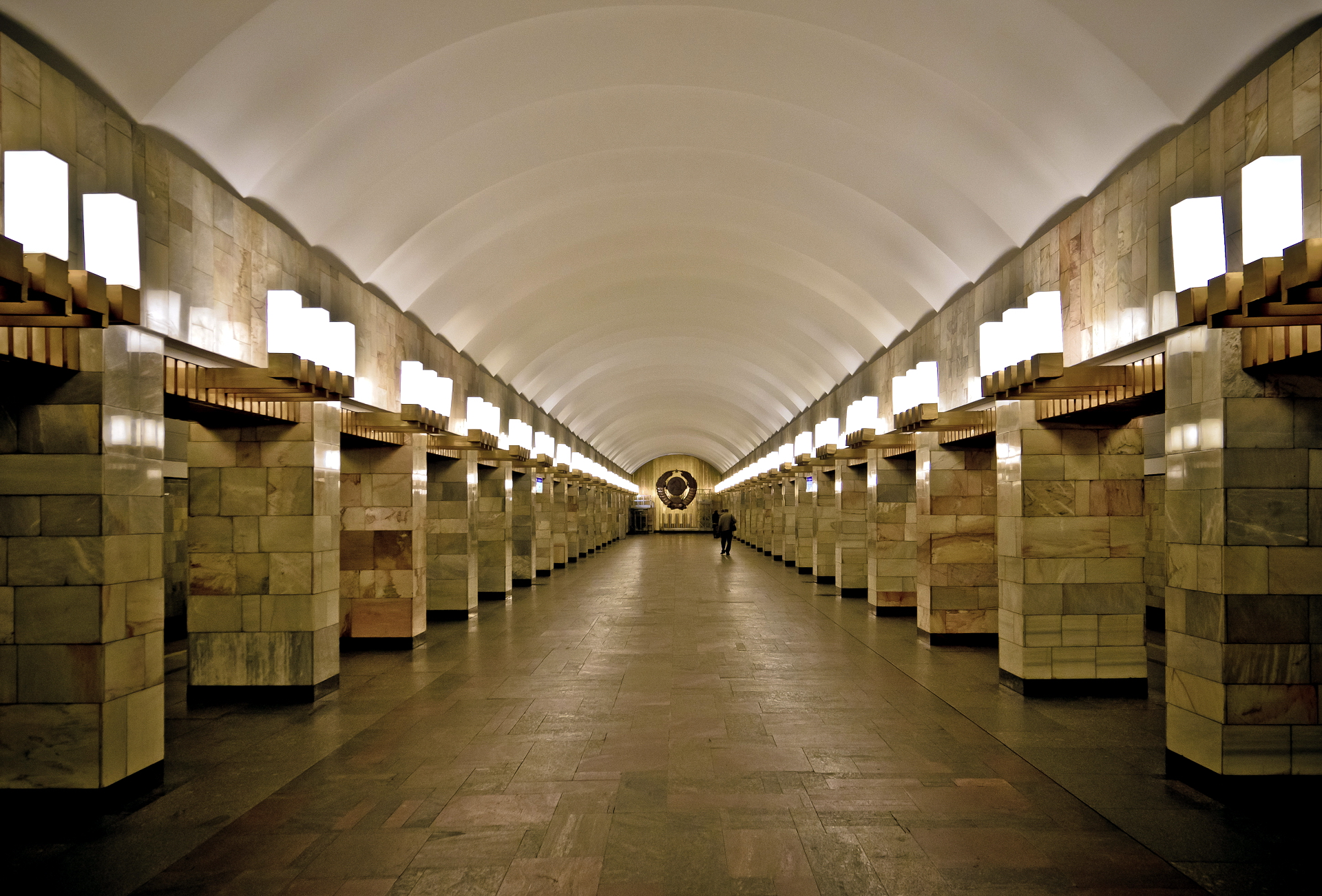
Станция «Гражданский проспект»

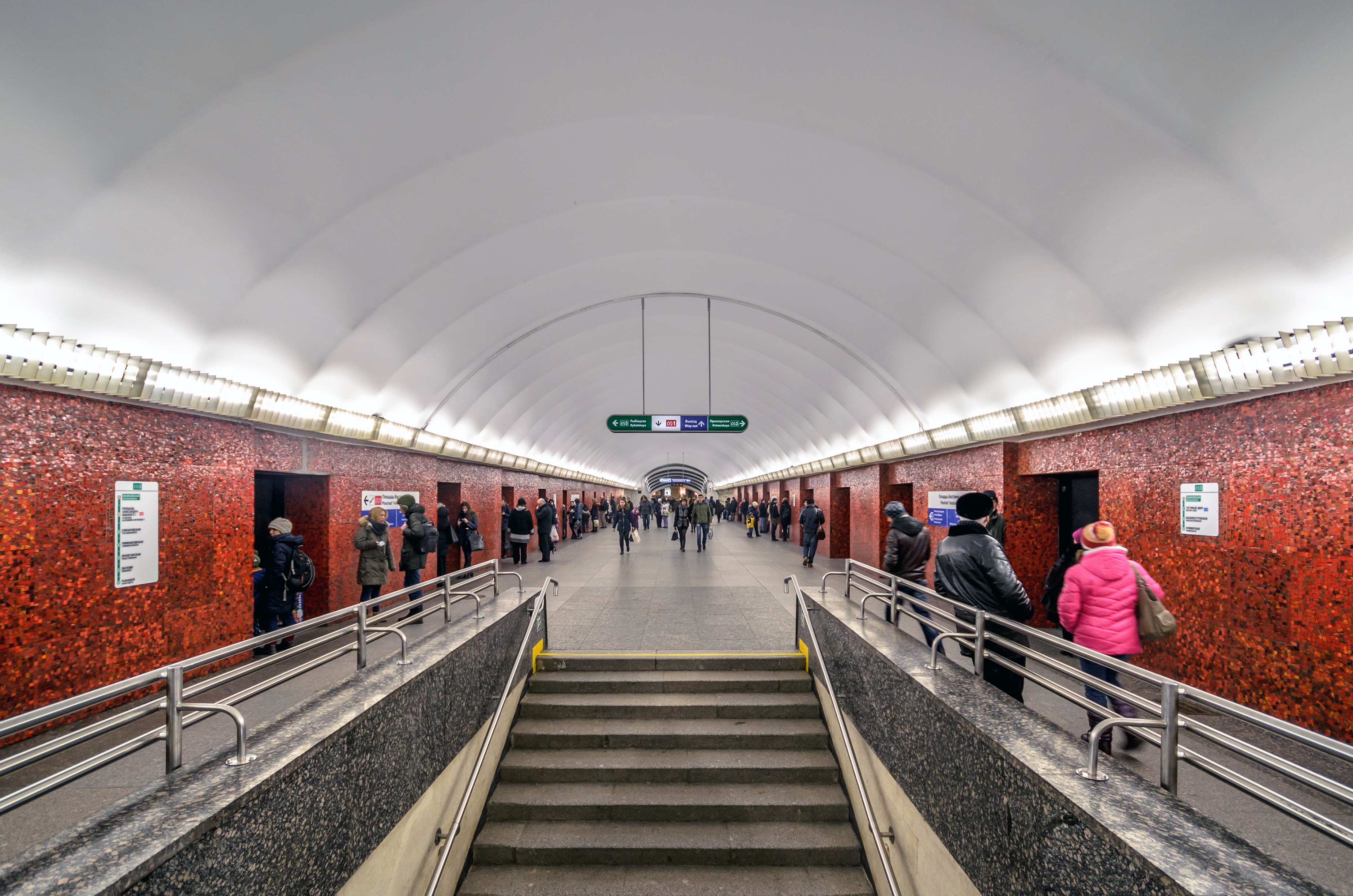
Станция «Маяковская»

После долгой паузы, вызванной Первой мировой войной, революцией, утратой столичных функций, депопуляцией и некоторым запустением города, к идее строительства метро вернулись лишь в 1938 году. Вопрос о проектировании подземного метрополитена был поставлен председателем Ленгорисполкома А. Н. Косыгиным.
Аналогично Московскому метрополитену, по требованию Народного комиссариата путей сообщения РСФСР первую очередь изначально планировалось соорудить с использованием железнодорожного габарита (а точнее — с переходом на него посреди линии), что, в свою очередь, являлось бы заимствованием из первой в мире линии Метропо́литен в Лондоне, где по путям метрополитена возможен проезд пригородных поездов, однако позже эту идею признали нецелесообразной и отклонили из-за учёта военного положения. Также планировался выход линии на поверхность и электродепо за конечной станцией «Бабурин переулок». В современной практике от строительства наземных открытых станций (за исключением наземных крытых — у электродепо) отказались после опыта эксплуатации станции «Дачное».
Первым руководителем метрополитена стал начальник Ленинградского метростроя И. Г. Зубков. Изначально разработка проекта велась московским институтом «Метрогипротранс», но 21 января 1941 года образована «Дирекция Строительства № 5 НКПС». К апрелю 1941 года были заложены все 34 шахтных ствола, летом того же года велась проходка подходных тоннелей, были начаты работы по проходке подземных вестибюлей станций. Приказ о начале проектирования облика будущих станций вышел 16 июня 1941 года. К декабрю 1942 года планировалось открыть первую очередь метрополитена.
На первой очереди довоенного проекта, в котором предполагалось 12 станций и 16,5 км пути, должна была быть расположена станция «Сад 9 января», от строительства которой отказались по завершении Великой Отечественной войны после последующей переработки проекта в целях экономии, в результате чего на открывшейся 15 ноября 1955 года Кировско-Выборгской линии образовался один из самых длинных перегонов (между «Нарвской» и «Кировским заводом»).

### Великая Отечественная война (1941—1945)
После начала Великой Отечественной войны Ленинград быстро оказался прифронтовым городом. В августе 1941 года строительные работы по сооружению метро были остановлены, а пройденные стволы и выработки для предотвращения обвалов были затоплены. Метростроевцам в эти годы приходилось заниматься постройкой тупиков, складов, железнодорожных веток и портовых сооружений в осаждённом Ленинграде. В 1944 году И. Г. Зубков погиб.

### Первая очередь (1945—1955)
Работы возобновились сразу после окончания войны. В 1945 году из затопленных шахт началась откачка воды, возобновились геологоразведочные бурения. В 1946 году создаётся «Ленметропроект». Руководителем организации стал М. А. Самодуров. В новом варианте трассы специалисты выделяют два новых решения: сооружение станций «на горках» (перегон ниже станции) и уменьшение диаметра тоннелей с 6 (московский стандарт) до 5,5 м. 3 сентября 1947 года возобновлено строительство ленинградского метрополитена. В декабре 1954 года постановлением Совета Министров СССР был создан Ленинградский метрополитен. Его возглавил Иван Новиков. Изначально организация располагалась на территории современного наклонного хода станции «Технологический институт». 7 октября 1955 года запущен первый обкаточный электропоезд.

Динамическая схема строительства линий Петербургского метрополитена с 1955 по 2024 год

5 ноября 1955 года был подписан акт о сдаче в эксплуатацию первой очереди ленинградского метрополитена от «Площади Восстания» до «Автово». Через десять лет после окончания войны, в начале оттепели, город получил подземный транспорт, оформленный в стиле сталинской архитектуры. 14 ноября 1955 года Указом Президиума Верховного Совета СССР метрополитену присвоено имя В. И. Ленина, а «Ленметрострой» награждён орденом Ленина. Торжественное открытие состоялось 15 ноября. В общей сложности правительственных наград были удостоены 1023 участника строительства первой очереди метрополитена.
Поскольку метрополитен проектировался при И. В. Сталине, на всех станциях первой очереди были предусмотрены его изображения, однако после развенчания культа личности Сталина Н. С. Хрущёвым почти все подобные элементы были ликвидированы. Единственное изображение Сталина осталось на станции «Площадь Восстания» в виде мелкой фигуры на барельефе.

### Последующее развитие (1958—1991)
Первое продление Ленинградского метрополитена датируется 1958 годом, когда первая (Кировско-Выборгская) линия прошла под Невой к Финляндскому вокзалу. Дальнейшее строительство Кировско-Выборгской линии в 1970-е годы происходило главным образом в северном направлении. В 1978 году была построена станция «Девяткино» в пределах Всеволожского района Ленинградской области. Продвижение этой линии на юг было существенно меньшим, в 1977 году были введены в эксплуатацию две станции, «Ленинский проспект» и «Проспект Ветеранов», при этом закрыта станция «Дачное».
Вторую (Московско-Петроградскую) линию начали строить сразу после открытия метрополитена. 6 лет спустя — в 1961 году — открылся участок «Технологический институт» — «Парк Победы» вдоль Московского проспекта, после чего образовался первый в СССР кросс-платформенный узел на станции «Технологический институт», а также впервые в мире открыта станция закрытого типа — «Парк Победы».
Третью (Невско-Василеостровскую) линию открыли в 1967 году.
Четвёртую (Правобережную) линию открыли в 1985 году.
На момент распада СССР в Ленинградском метрополитене было 4 линии, 54 станции и 94,2 км тоннелей.

### Постсоветский период

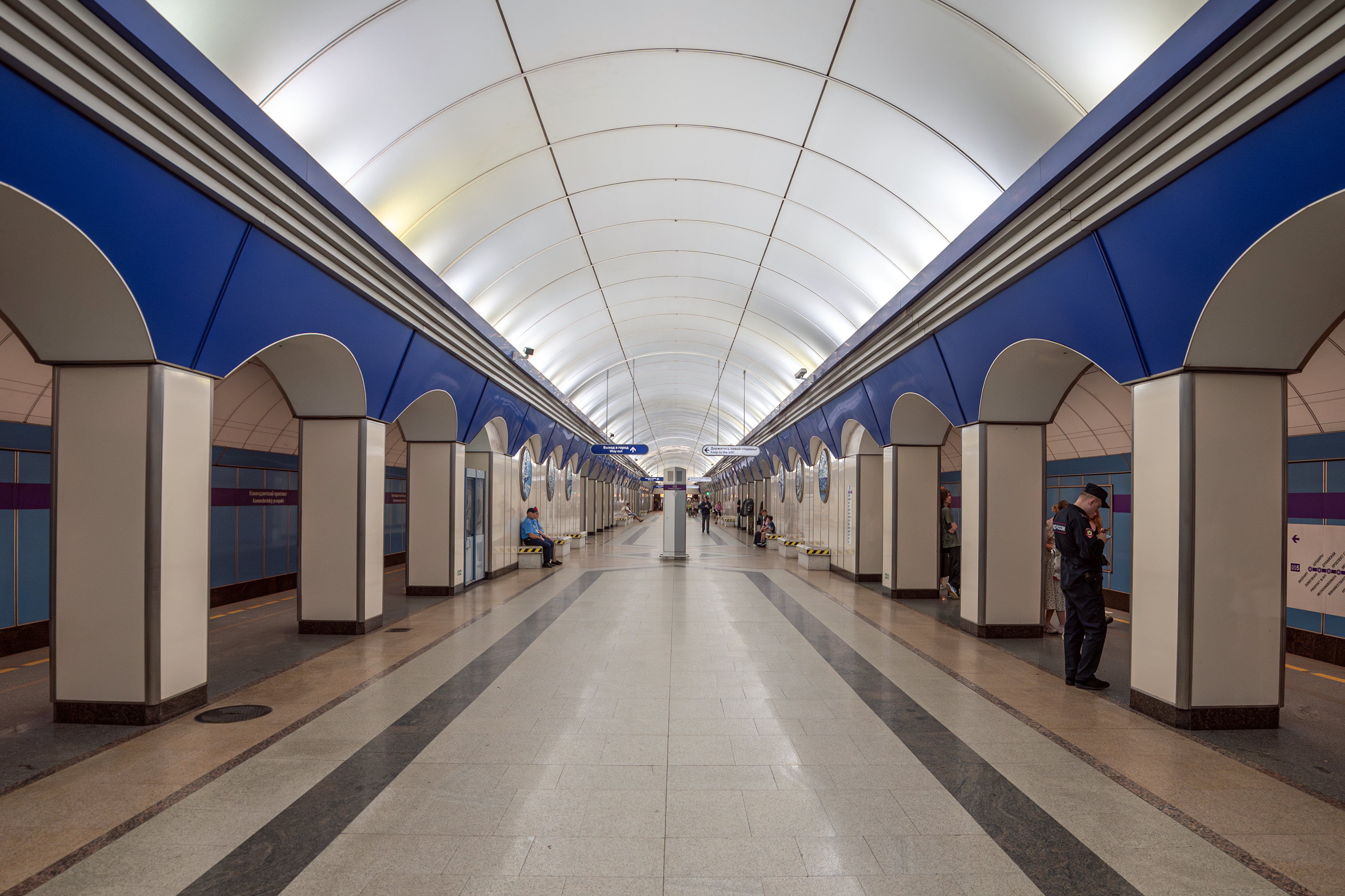
Станция «Комендантский проспект»

К началу 1992 года продолжалось строительство 14 станций на четырёх линиях:
- «Адмиралтейская», «Спортивная», «Чкаловская», «Крестовский остров», «Старая Деревня», «Комендантский проспект» (Приморский радиус);
- «Спасская» и тоннели к станции «Кудрово» (Правобережная линия);
- «Парнас» и депо «Выборгское» (Московско-Петроградская линия);
- «Звенигородская», «Обводный канал», «Волковская», «Бухарестская», «Международная» (Фрунзенский радиус).

Предполагалось, что в 1994—2004 годах метрополитен вырастет вдвое за счёт трёх новых линий и 61 станции, однако из-за распада СССР в условиях нестабильной экономики в эти сроки удалось построить только 6 станций.
Нарушение руководством метрополитена положений приказа Министерства транспорта № 63 осенью 2006 года, связанное с отменой перерывов для отдыха машинистов из-за подготовки в 2008 году к открытию Фрунзенско-Приморской линии, привело к протестам с угрозами устроить забастовку по примеру сотрудников Московского метрополитена.

## Расположение
Ленинградский метрополитен после открытия станции «Комсомольская» стал первым в РСФСР, расположенным одновременно на двух территориях республики — в Ленинграде и области (Мурино; ныне — в двух субъектах России — Санкт-Петербурге и Ленинградской области (г. Мурино)).

## Линии, станции и депо

### Линии
Сеть метрополитена Санкт-Петербурга состоит из пяти линий. Строится шестая линия; запланированы седьмая (кольцевая) и восьмая. Наземные участки линий имеются лишь вблизи депо, в остальном же линии полностью подземные, что обусловлено петербургским климатом, причём бо́льшая часть станций сооружена закрытым способом — глубокого заложения, по средней глубине которого город является мировым лидером.
В 1993 году в Петербургском метрополитене на схемах была введена нумерация линий и присвоены им цвета с упразднением их названий, однако названия остались в документах и присутствуют у открывшихся и строящихся линий.

#### Недочёты при строительстве линий
После выхода постановления ЦК КПСС и Совета министров СССР «Об устранении излишеств в проектировании и архитектуре» от 4 ноября 1955 года в Ленинградском метрополитене в целях экономии было решено строить Московско-Петроградскую линию под приём 6-вагонных составов вместо 8-вагонных, как на Кировско-Выборгской, что впоследствии сказалось на её пропускной способности (загруженности) в худшую сторону. С постановлением также связано появление станций закрытого типа, впоследствии оказавшихся дорогими в эксплуатации. Помимо этого, им требуется индивидуальный подвижной состав, расположение дверей которого в точности повторяет их расположение на станции. По этой причине в 1960-х годах Московско-Петроградской и ещё одной линии, на которой находятся станции закрытого типа — Невско-Василеостровской (тоже рассчитанной на 6-вагонные составы), не подошли вагоны типа «Е», имевшие, по сравнению с предыдущим типом вагонов — «Д», иную планировку, в связи с чем Мытищинскому машиностроительному заводу пришлось конструировать их усовершенствованную (модернизированную) версию — Ем. Также вагоны «Е» не были оборудованы системой автоведения для точной остановки на станциях закрытого типа.
Согласно архивным документам, в конце 1963 года против строительства станций закрытого типа возражала часть сотрудников Ленинградского метрополитена, указывая, в частности, на то, что достоинства станций закрытого типа в виде быстроты возведения (как изначальное обоснование их появления) сводятся на нет при эксплуатации. Эти возражения никак не повлияли на открывшуюся в 1967 году первую очередь Невско-Василеостровской линии, целиком состоявшую из станций закрытого типа, как и на строительство более поздних станций такого типа.
На станциях Московского метрополитена, первые 13 которого были открыты до выхода постановления (15 мая 1935 года), оно сказалось на дизайне без уменьшения длины платформ на новых линиях.

#### Действующие
| №      | Название                | Дата открытия линии | Последняя станция открыта | Длина, км | Количество станций | Количество вагонов в составах | Среднее расстояние между станциями, км | Средняя скорость (с учётом остановок), км/ч | Время поездки, мин | Средняя глубина станций, м |
| ------ | ----------------------- | ------------------- | ------------------------- | --------- | ------------------ | ----------------------------- | -------------------------------------- | ------------------------------------------- | ------------------ | -------------------------- |
|        | Кировско-Выборгская     | 15 ноября 1955      | 29 декабря 1978           | 29,65     | 19                 | 8                             | 1,647                                  | 38,68                                       | ≈ 46               | −49,95                     |
|        | Московско-Петроградская | 29 апреля 1961      | 22 декабря 2006           | 30,1      | 18                 | 6                             | 1,771                                  | 39,39                                       | ≈ 46               | −44,50                     |
|        | Невско-Василеостровская | 3 ноября 1967       | 26 мая 2018               | 27,6      | 12                 | 6                             | 2,509                                  | 42,38                                       | ≈ 40               | −49                        |
|        | Лахтинско-Правобережная | 30 декабря 1985     | 27 декабря 2024           | 14,81     | 9                  | 7                             | 1,851                                  | 42,08                                       | ≈ 19               | −62,38                     |
|        | Фрунзенско-Приморская   | 20 декабря 2008     | 3 октября 2019            | 26,24     | 15                 | 8 (временно 7)                | 1,874                                  | 42,96                                       | ≈ 41               | −56,73                     |
| Всего: | Всего:                  |                     |                           | 128,4     | 73                 |                               | 1,888                                  | 40,61                                       |                    | −52,52                     |

#### Строящиеся и перспективные

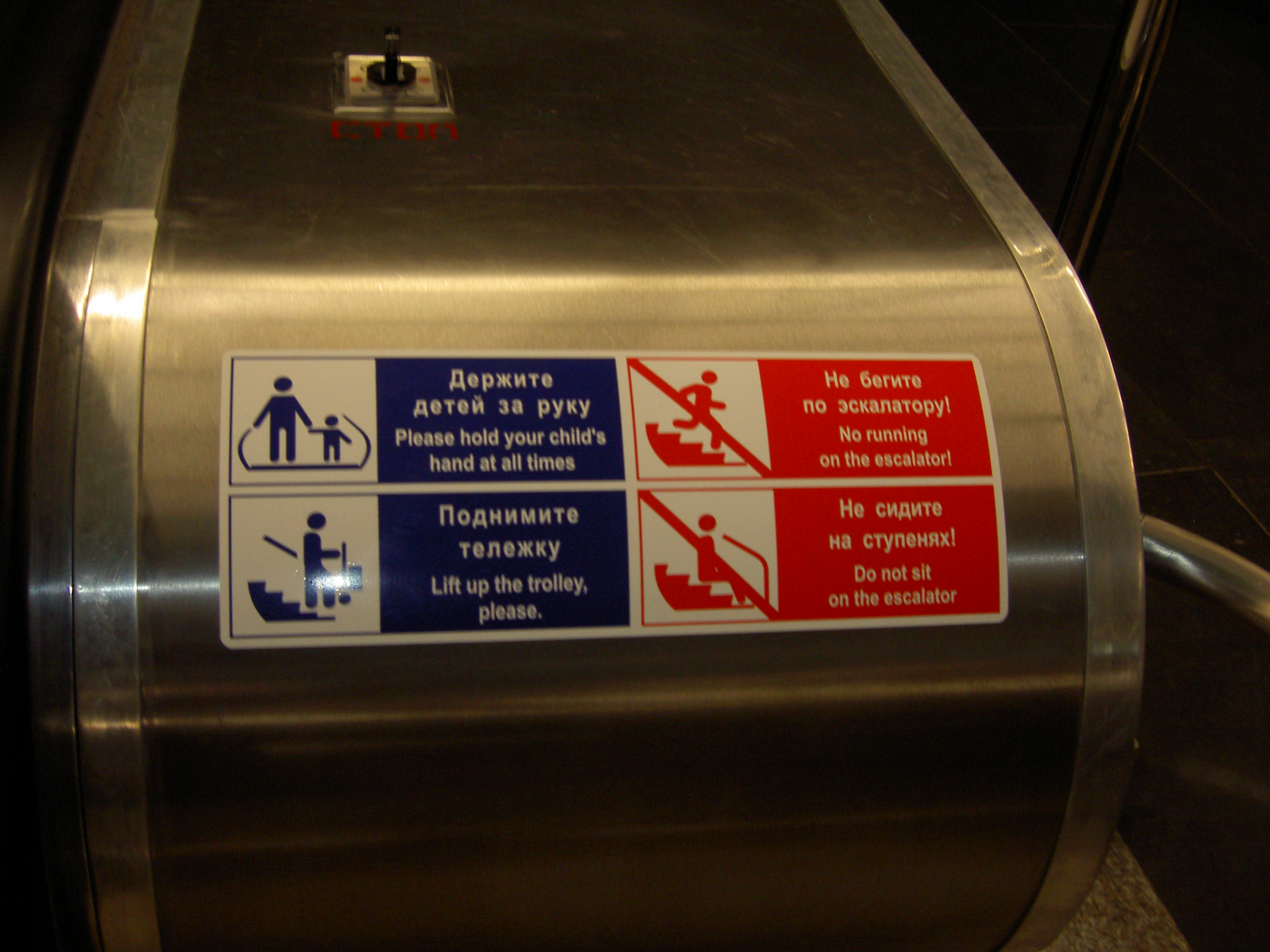
Информационные наклейки на эскалаторе станции «Волковская»

| № | Название                  | Дата открытия линии                   | Количество станций | Вагонов в составах |
| - | ------------------------- | ------------------------------------- | ------------------ | ------------------ |
|   | Красносельско-Калининская | 2025 год                              | 2 (первая очередь) | 8 (планируется)    |
|   | Кольцевая                 | в планах до 2032 года отсутствует     | 20 (планируется)   | неизвестно         |
|   | Адмиралтейско-Охтинская   | неизвестно, проектирование не ведётся | 12 (планируется)   | неизвестно         |

### Станции

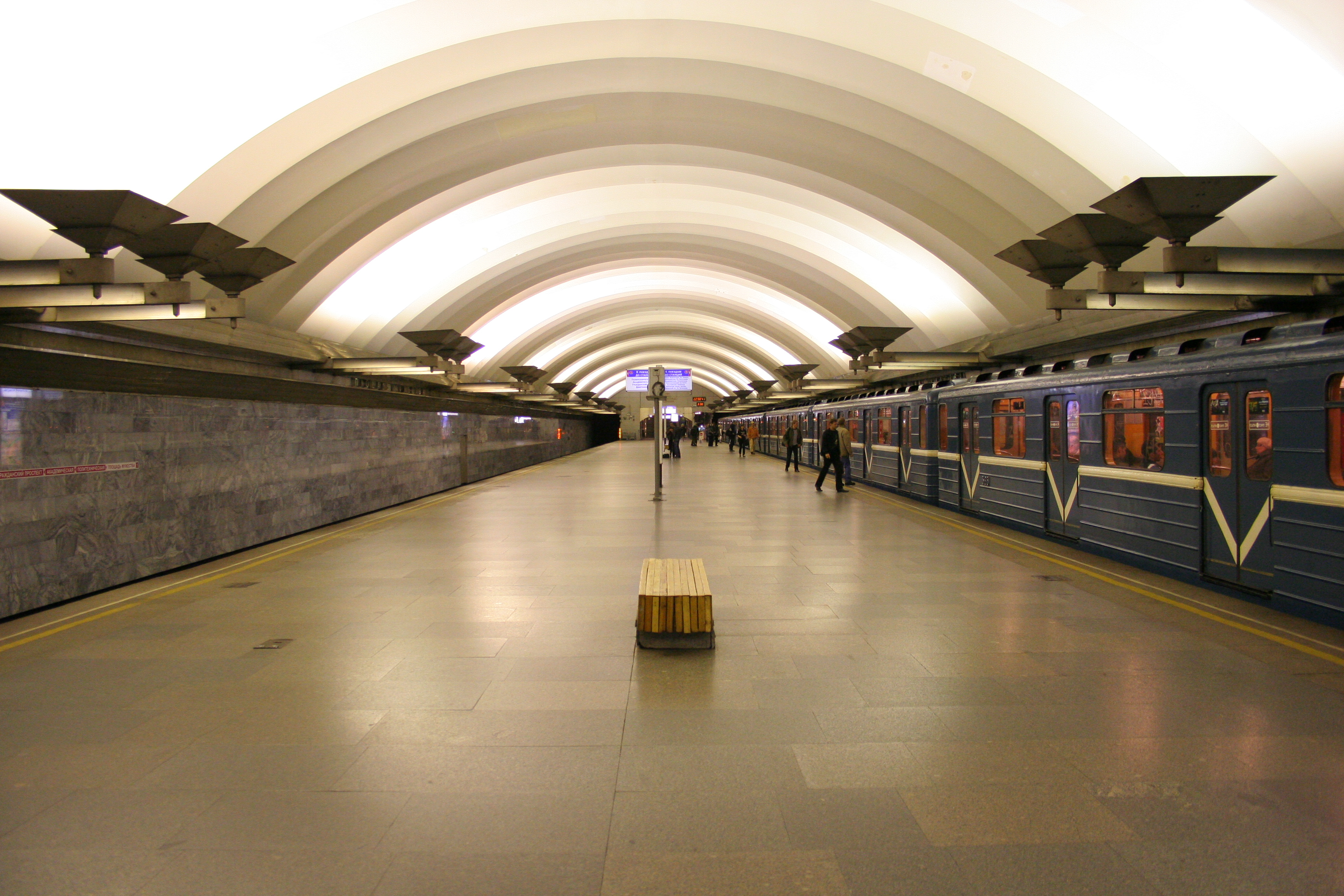
Станция «Площадь Мужества»

На конец 2024 года в Петербургском метрополитене имеется 73 станции, включая 62 станцию глубокого заложения, 6 — станций мелкого заложения и 5 наземных крытых станций. Правобережная линия включает в себя только станции глубокого заложения и является единственной таковой до открытия Красносельско-Калининской линии.
Станции по конструкции разделяются на:
- односводчатые глубокого заложения (15)[комм. 1];
- пилонные (18)[комм. 2], из которых 7 — станции с укороченным центральным залом[комм. 3];
- колонные глубокого заложения (18)[комм. 4], из которых 8 — колонно-стеновые станции[комм. 5];
- станции закрытого типа, также их называют «горизонтальными лифтами» за особенности конструкции (10)[комм. 6].
- трёхпролётные колонные мелкого заложения (3)[комм. 7]
- многопролётная колонная мелкого заложения с боковыми платформами («Дунайская»)
- многопролётные колонные мелкого заложения с береговыми платформами, оборудованные платформенными раздвижными дверьми («Зенит», «Беговая»)
- наземные крытые (5)[комм. 8]

«Проспект Ветеранов» и «Ленинский проспект» построены по типовому московскому проекту, т. н. «сороконожка».
В Петербургском метрополитене есть одна навсегда закрытая станция — «Дачное». Она же была единственной наземной станцией открытого типа.
Станции распределены по пяти линиям, сообщающимся с помощью семи пересадочных узлов. Шесть из них являются двухстанционными и один — трёхстанционным («Спасская» — «Садовая» — «Сенная площадь»). Узел «Технологический институт» имеет кросс-платформенную пересадку. Кроме того, существует станция «Спортивная», построенная в качестве двухуровневой кросс-платформенной пересадки, однако до ввода Кольцевой линии в эксплуатацию она не является узловой и действует для одной Фрунзенско-Приморской линии, на которой расположена. С севера на юг и с запада на восток:
| | | | | |                                            |
| 1 Первая линия (Кировско-Выборгская) | 2 Вторая линия (Московско-Петроградская) | 3 Третья линия (Невско-Василеостровская) | 4 Четвёртая линия (Лахтинско-Правобережная) | 5 Пятая линия (Фрунзенско-Приморская) | 6 Шестая линия (Красносельско-Калининская) |
| - Девяткино - Гражданский проспект - Академическая - Политехническая - Площадь Мужества - Лесная - Выборгская - Площадь Ленина - Чернышевская - Площадь Восстания→ - Владимирская→ - Пушкинская→ - Технологический · институт→ - Балтийская - Нарвская - Кировский завод - Автово - Ленинский проспект - Проспект Ветеранов | - Парнас - Проспект Просвещения - Озерки - Удельная - Пионерская - Чёрная речка - Петроградская - Горьковская - Невский проспект→ - Сенная площадь→ - Технологический · институт→ - Фрунзенская - Московские ворота - Электросила - Парк Победы - Московская - Звёздная - Купчино | - Беговая - Зенит - Приморская - Василеостровская - Гостиный двор→ - Маяковская→ - Площадь Александра · Невского→ - Елизаровская - Ломоносовская - Пролетарская - Обухово - Рыбацкое | - Горный институт - Театральная - Спасская→ - Достоевская→ - Лиговский проспект - Площадь Александра · Невского→ - Новочеркасская - Ладожская - Проспект Большевиков - Улица Дыбенко | - Комендантский проспект - Старая Деревня - Крестовский остров - Чкаловская - Спортивная - Адмиралтейская - Садовая→ - Звенигородская→ - Обводный канал - Волковская - Бухарестская - Международная - Проспект Славы - Дунайская - Шушары | - Путиловская - Юго-Западная               |

Курсивом обозначены строящиеся станции.

### Депо
Петербургский метрополитен обслуживается семью (в перспективе — ещё шесть приблизительно до середины 2030-х годов) электродепо. Определить, к какому депо приписан тот или иной пассажирский состав, можно по маркировке номера депо (кроме тех, которые не являются эксплуатационными) у головных вагонов, расположенной в нижней части торцевой стены вагона со внешней стороны справа по ходу движения поезда.

#### Действующие
| №    | Название                           | Дата открытия   | Тип                                                                                | Обслуживаемые линии | Вагоны |
| ---- | ---------------------------------- | --------------- | ---------------------------------------------------------------------------------- | ------------------- | --- |
| ТЧ-1 | «Автово»                           | Декабрь 1955    | Эксплуатационное                                                                   |                     | Ема-502, Ем-501, 81-722.1, 81-723.1, 81-724.1, 81-725.1, 81-726.1, 81-727.1                                                          |
| ТЧ-2 | «Дачное»                           | 30 июня 1970    | Ремонтное                                                                          | планируются:        | |
| ТЧ-3 | «Московское»                       | 12 декабря 1972 | Эксплуатационное                                                                   |                     | 81-540, 81-541, 81-541.8, 81-717, 81-714, 81-717.5П, 81-714.5П                                                                       |
| ТЧ-4 | «Северное» (ранее — «Калининское») | 1979            | Эксплуатационное (не является тяговым с 2008 г., используется для отстоя составов) |                     | 81-717, 81-714 и их модификации (1979—1995), Ема, Ем, Емх, Ема-502, Ем-501, Емх-503 (1979—2008)                                      |
| ТЧ-5 | «Невское»                          | 1986            | Эксплуатационное                                                                   |                     | 81-556, 81-557, 81-558, 81-556.1, 81-557.1, 81-558.1, 81-556.2, 81-557.2 81-558.2, 81-722, 723, 81-724, 81-722.3, 81-723.3, 81-724.3 |
| ТЧ-6 | «Выборгское»                       | 1 февраля 2000  | Эксплуатационное                                                                   |                     | 81-540.1, 81-541.1, 81-540.9, 81-541.9, 81-717/714, 81-717.5, 81-714.5, 81-717.5П, 81-714.5П 2020—2022: 81-722, 81-723, 81-724       |
| ТЧ-7 | «Южное»                            | 5 сентября 2019 | Эксплуатационное                                                                   |                     | 81-540, 81-541, 81-540.2, 81-541.2, 81-540.5, 81-541.5, 81-540.7, 81-541.7, 81-541.8, 81-717.5, 81-714.5, 81-717.5П, 81-714.5П       |

#### Перспективные
| Название                  | Дата открытия      | Линии | Тип              | Вагоны |
| ------------------------- | ------------------ | ----- | ---------------- | --- |
| ТЧ-8 «Красносельское»     | не ранее 2027 года |       | Эксплуатационное | 81-725, 81-726, 81-727 (планируется)                                                                                 |
| ТЧ-9 «Правобережное»      | не ранее 2029 года |       | Эксплуатационное | 81-717, 81-714, 81-717.5, 81-714.5, 81-540, 81-541, 81-541.8, 81-540.2, 81-541.2, 81-717.5П, 81-714.5П (планируется) |
| ТЧ-10 «Ладожское»         | не ранее 2030 года |       | Эксплуатационное | неизвестно |
| ТЧ-11 «Красногвардейское» | не ранее 2030 года |       | Эксплуатационное | неизвестно |
| ТЧ-12 «Коломяжское»       | до 2035 года       |       | Эксплуатационное | неизвестно |
| ТЧ-13 «Ручьи»             | до 2034 года       |       | Эксплуатационное | неизвестно |

Ещё четыре электродепо в перспективе согласно вынесенному на обсуждение в августе 2022 года Генплану до 2040—2050 гг.

### Перспективы развития

#### Строительство новых линий, станций и депо
Генеральный план развития метрополитена, принятый в 2008 году, предусматривал строительство более чем 30 новых станций до 2020 года, но через год стало очевидно, что средств, поступавших на проектирование и строительство новых станций, недостаточно, и план, принятый в 2008 году, стал нереализуем. В июне 2011 года была принята новая программа развития Петербургского метрополитена на срок до 2025 года.
Согласно постановлению Правительства России № 518 от 20 июня 2013 года в список объектов инфраструктуры, которые должны быть построены до начала чемпионата мира по футболу 2018 года, были включены станции «Новокрестовская» и «Беговая» (на тот момент станция называлась «Улицей Савушкина»). В связи с перераспределением финансирования не исключается перенос строительства Красносельско-Калининской линии на более поздний срок.
Ниже приведён список объектов, которые в 2013 году находились в стадии строительства и проектирования.
| Год        | Планируемые открытия                                                                                 |
| ---------- | --- |
| 2025       | Первая очередь Красносельско-Калининской линии со станциями «Путиловская» и «Юго-Западная»           |
| 2028—2030  | Станция «Театральная» Правобережной линии, станции «Каменка» и «Богатырская» Невско-Василеостровской |
| Неизвестно | Станции «Шуваловский проспект» и «Кудрово»                                                           |

В 2016 году Смольный вычеркнул из плана развития метрополитена до 2043 года 13 станций.
В 2019 году представителем «Ленгипрометротранса» было объявлено, что введение многих ранее заявленных станций отодвигается на неопределённый срок «не раньше 2045 года».
В августе 2022 на общественное обсуждение был вынесен новый генеральный план развития Санкт-Петербурга, по которому предусмотрено открытие 89 новых станций, а также 139 км новых линий и 6 электродепо.
Для ускорения строительства в Петербургском метрополитене будет применяться схема, при которой часть станций будет оставаться без выхода на поверхность, обеспечивая только транзитное движение поездов. Эскалаторные тоннели и вестибюли будут строиться позднее.

#### Реконструкция наклонных ходов и вестибюлей станций
Начиная с конца 1990-х годов в метрополитене проводятся мероприятия по капитальному ремонту наземных станций. Вестибюли закрываются на вход примерно на год, в среднем ремонтируется 1—2 станции одновременно. Из-за эпидемии коронавирусной инфекции и нехватки средств в 2020 году были отложены работы на станциях «Маяковская» и «Московская».
В среднесрочной перспективе до 2030 года ожидают ремонта следующие станции: «Озерки», «Удельная», «Садовая», «Площадь Ленина» (вестибюль 1). Окончательное решение о порядке ремонта зависит от технического состояния наклонных ходов.

##### Замена светильников в наклонных ходах
С конца 2010-х гг. производится постепенная замена старых светильников в наклонных ходах на новые. Классическими светильниками на протяжении многих лет являлись цилиндрические типа «световой столбик», которые в наши дни заменяются на светильники-«факелы», стилизованные под исторические светильники первой очереди метрополитена. Замена светильников производится в связи со вступившими в силу новыми санитарными нормами и правилами, поскольку старые светильники:
- устарели не только морально, но и физически;
- не обеспечивают необходимого уровня освещённости[129];
- не рассчитаны на установку ламп новых типов;
- не обеспечивают достаточного теплоотвода, из-за чего лампы слишком быстро перегорали[130].

Тем не менее, замена исторических светильников на новоделы на станции «Площадь Ленина» вызвала немалый общественный резонанс.

### Неосуществлённые проекты
Вследствие начала Великой Отечественной войны 22 июня 1941 года было прекращено начавшееся 21 января 1941 года строительство первой очереди, которая должна была включать в себя 12 станций и 16,5 км пути. Одна из непостроенных станций — «Сад 9 января» — по довоенному проекту планировалась между «Кировским заводом» и «Нарвской»,  в связи с чем образовался один из самых длинных перегонов на Кировско-Выборгской линии. Кроме того, существуют проекты, на отказ от которых повлияло постановление ЦК КПСС и Совета министров СССР № 1871 «Об устранении излишеств в проектировании и строительстве» от 5 ноября 1955 года. Также на отказ от проектов повлияла геологоразведка, выявившая неблагоприятные условия для появления станций.

## Подвижной состав

### Пассажирский подвижной состав

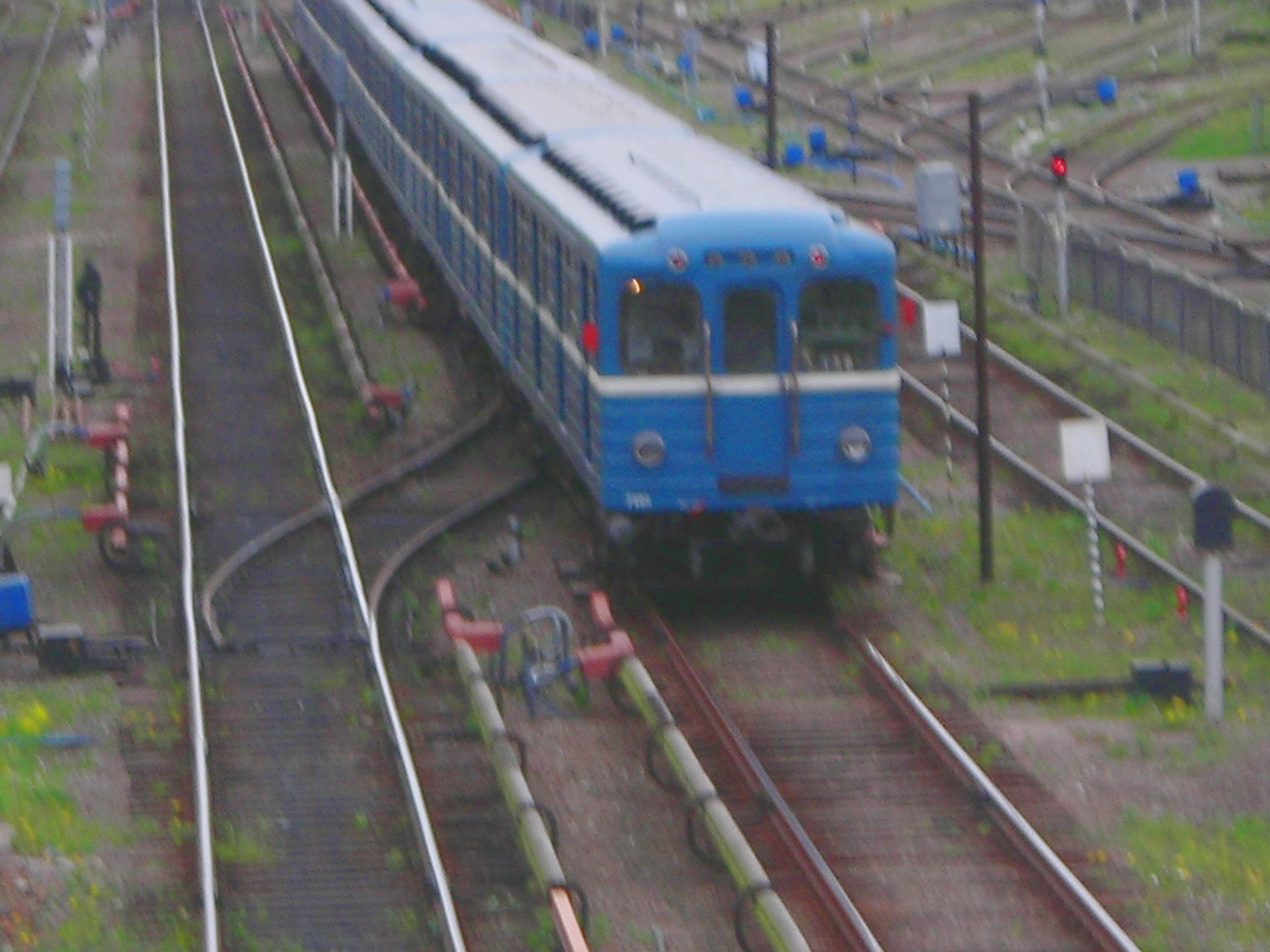
Состав с головным вагоном типа Ема, въезжающий в ТЧ-4

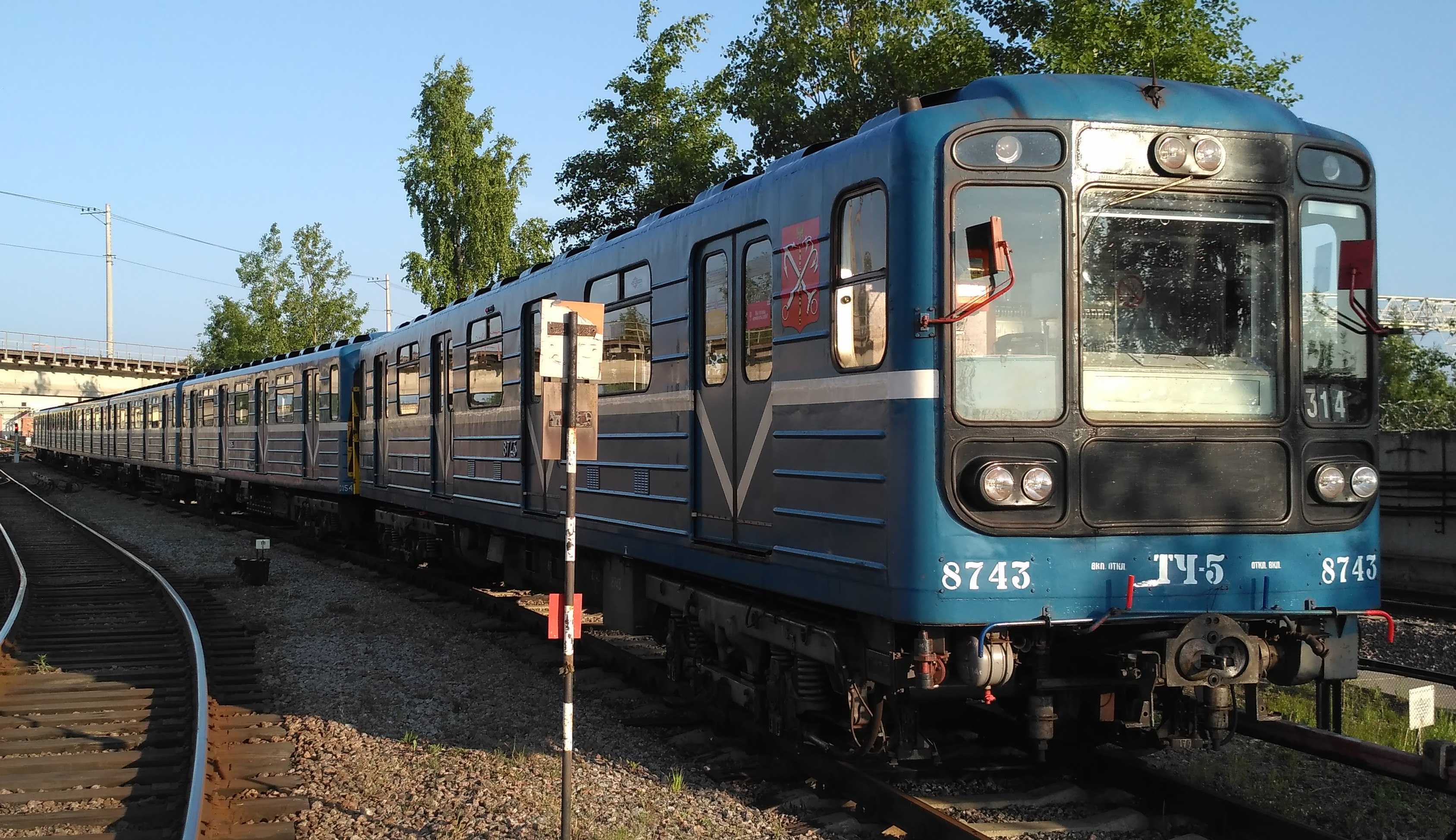
Состав с головным вагоном типа 81-717 в ТЧ-5

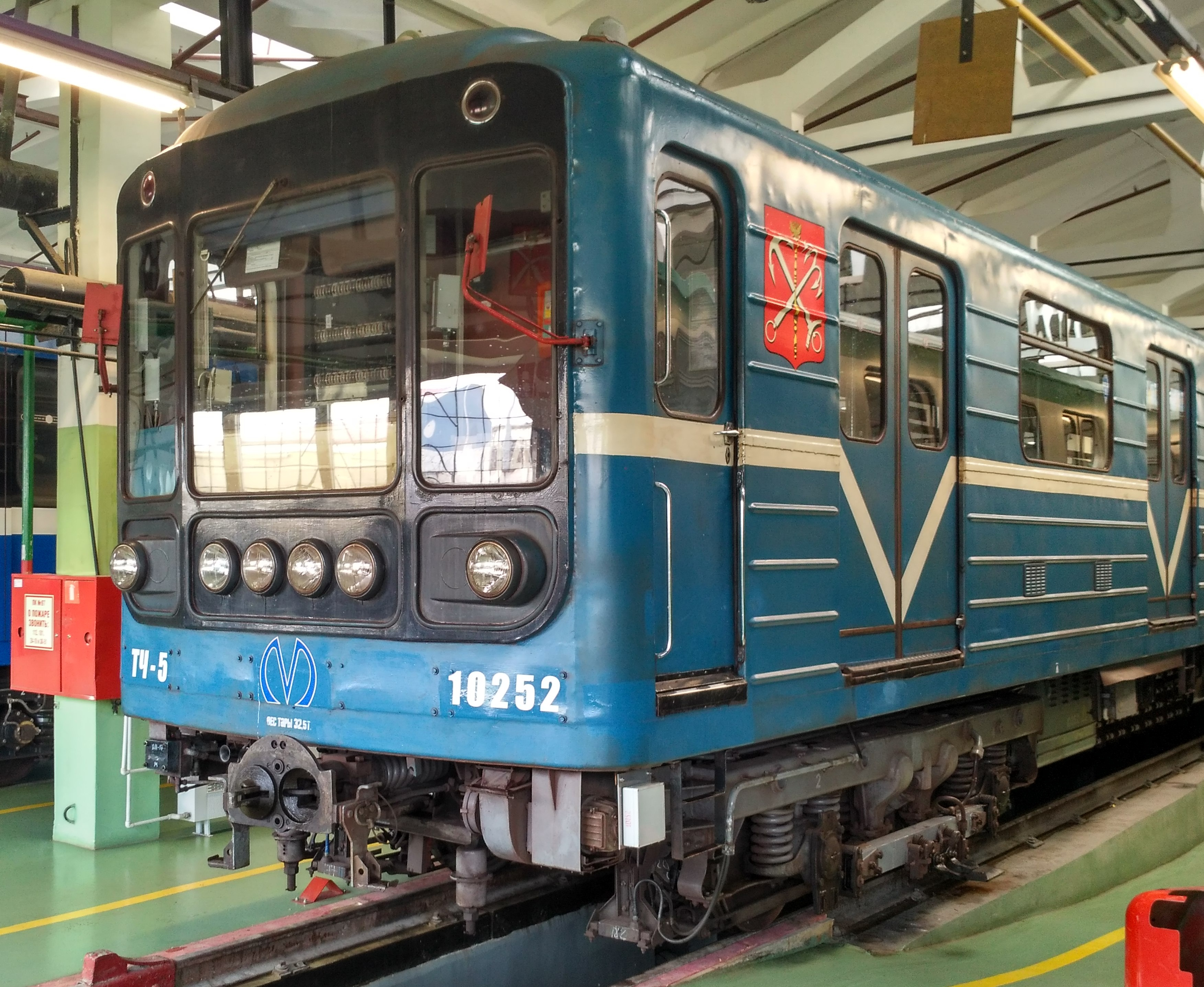
Головной вагон 81-540 в ТЧ-5

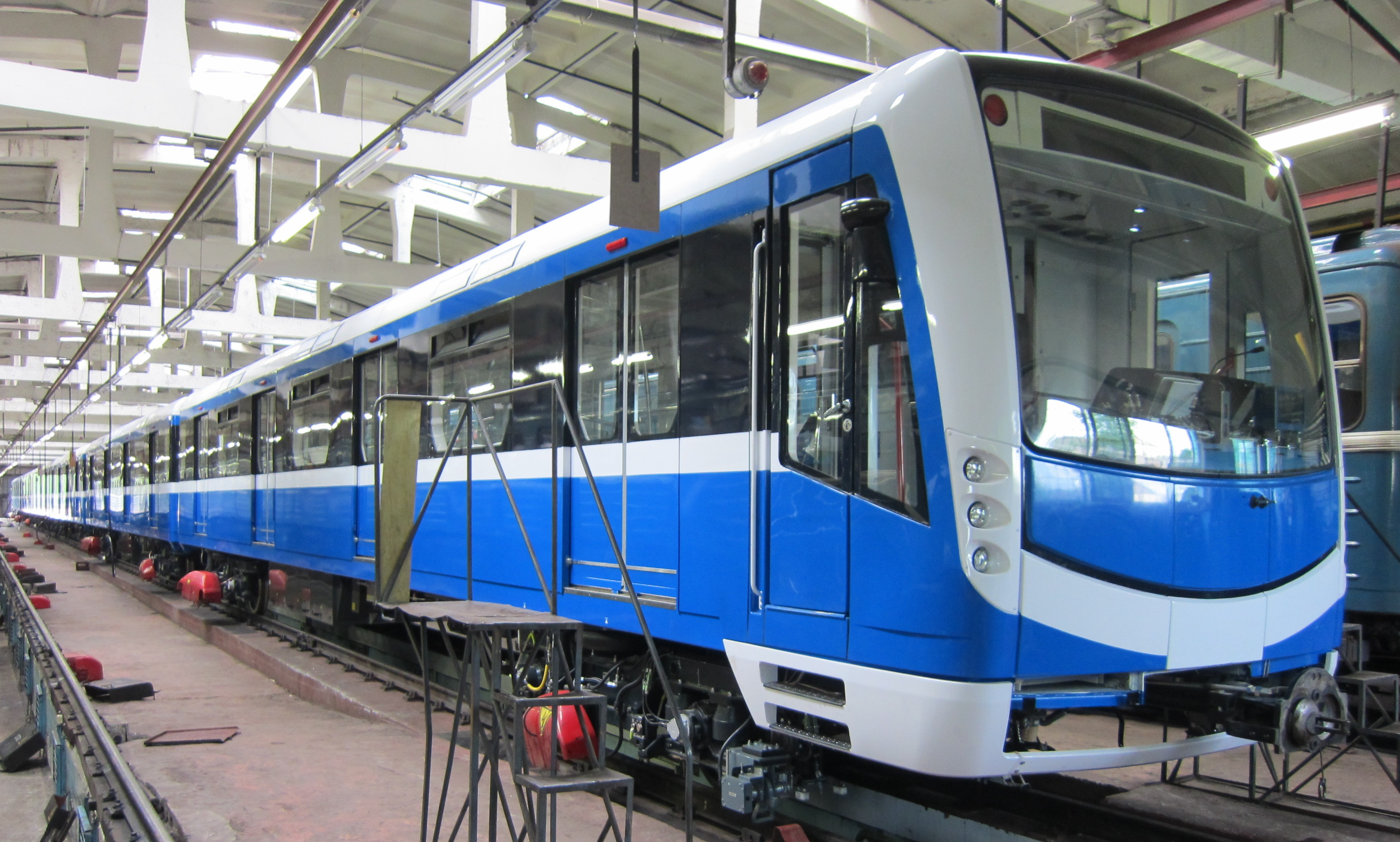
Состав с вагонами типа НеВа

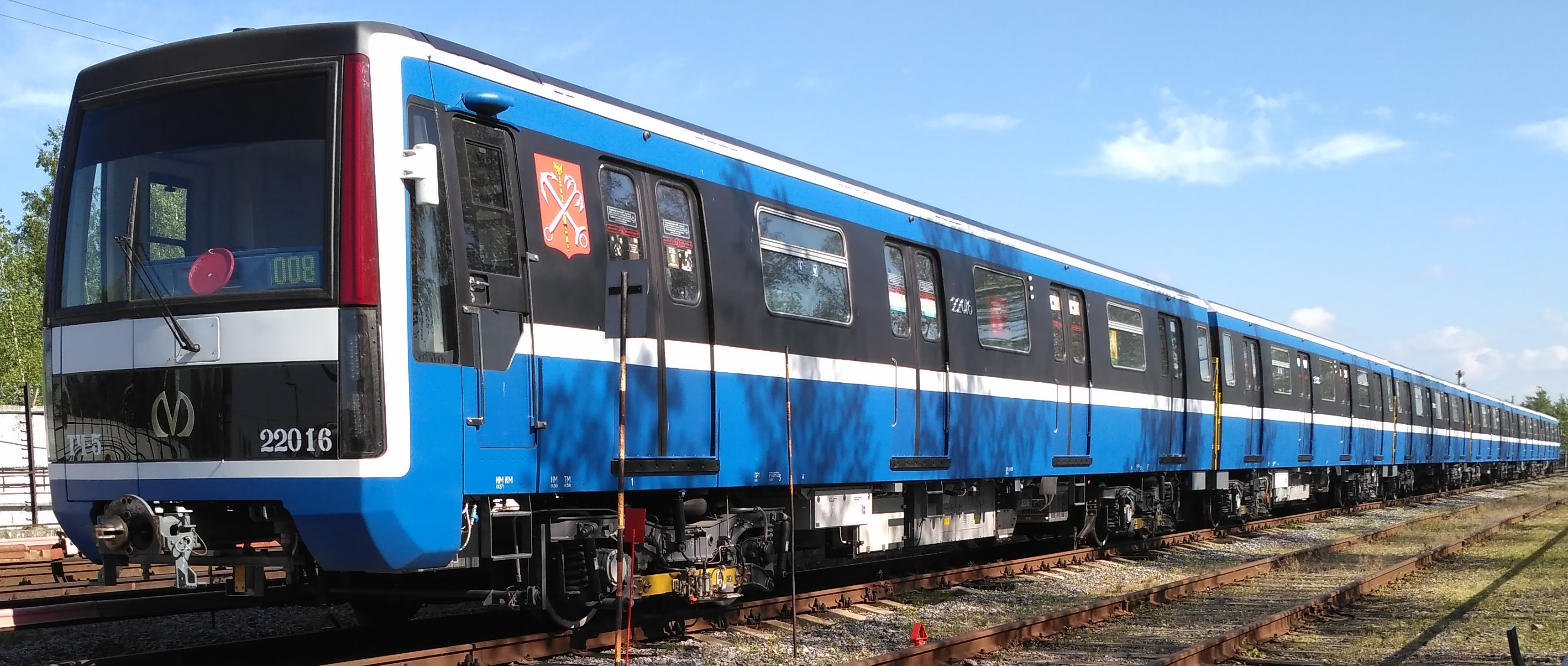
Состав с вагонами типа Юбилейный в ТЧ-5

В Петербургском метрополитене пассажирские перевозки осуществляются вагонами типов Ем и их модификаций (это самые старые вагоны, находящиеся в пассажирской эксплуатации на территории бывшего СССР), 81-717/714 (также с модификациями; этот тип составляет основу парка вагонов в Санкт-Петербурге), 81-540/541 (также и с его множественными модификациями), НеВа (также с модификациями) и Юбилейный (также и с его модификациями). С сентября 2022 года начались поставки поездов «Балтиец» (вагоны 81-725.1/726.1/727.1 для Кировско-Выборгской линии).

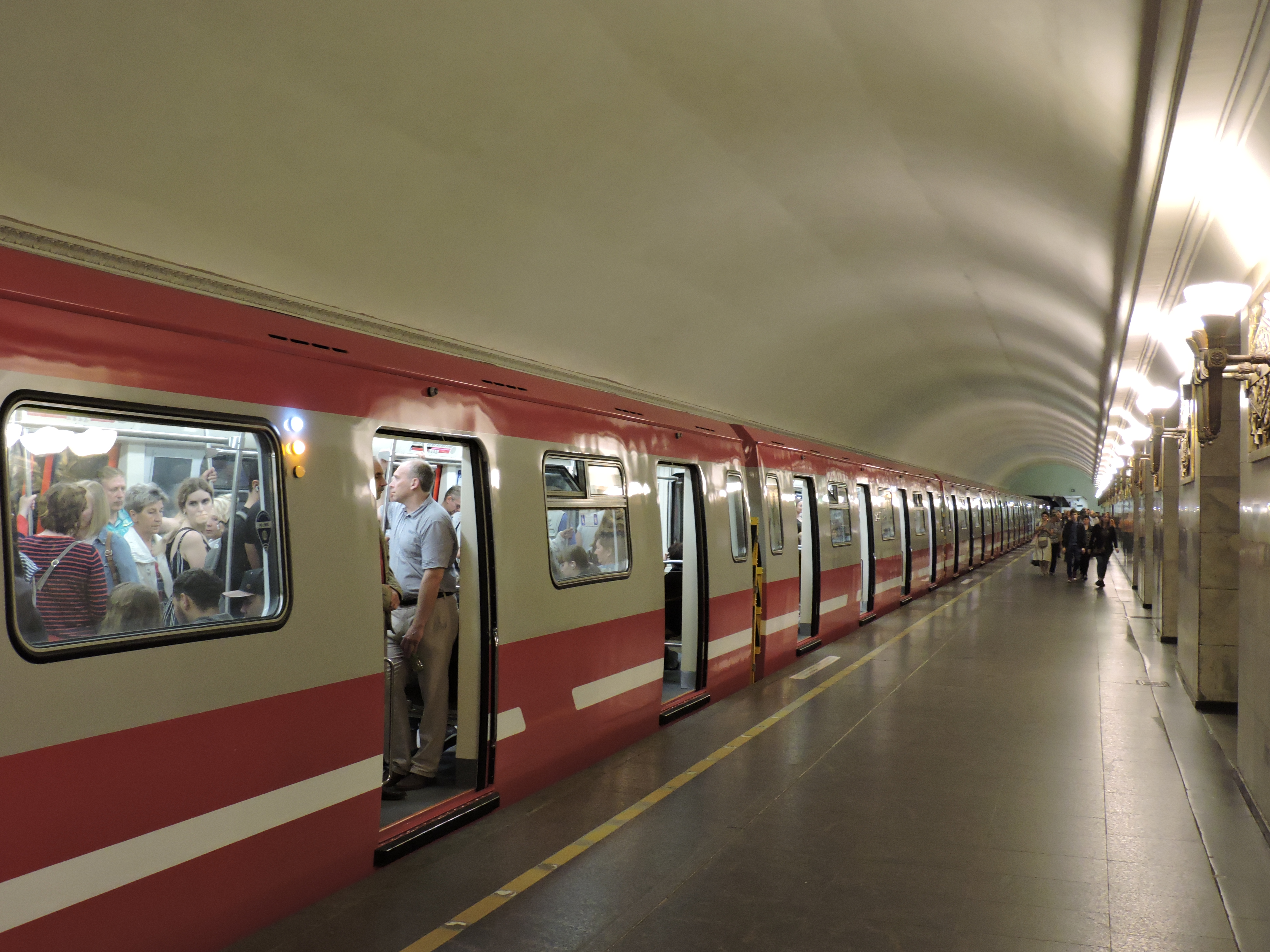
Состав с вагонами типов 81-722.1/723./724 .1 на станции «Владимирская»

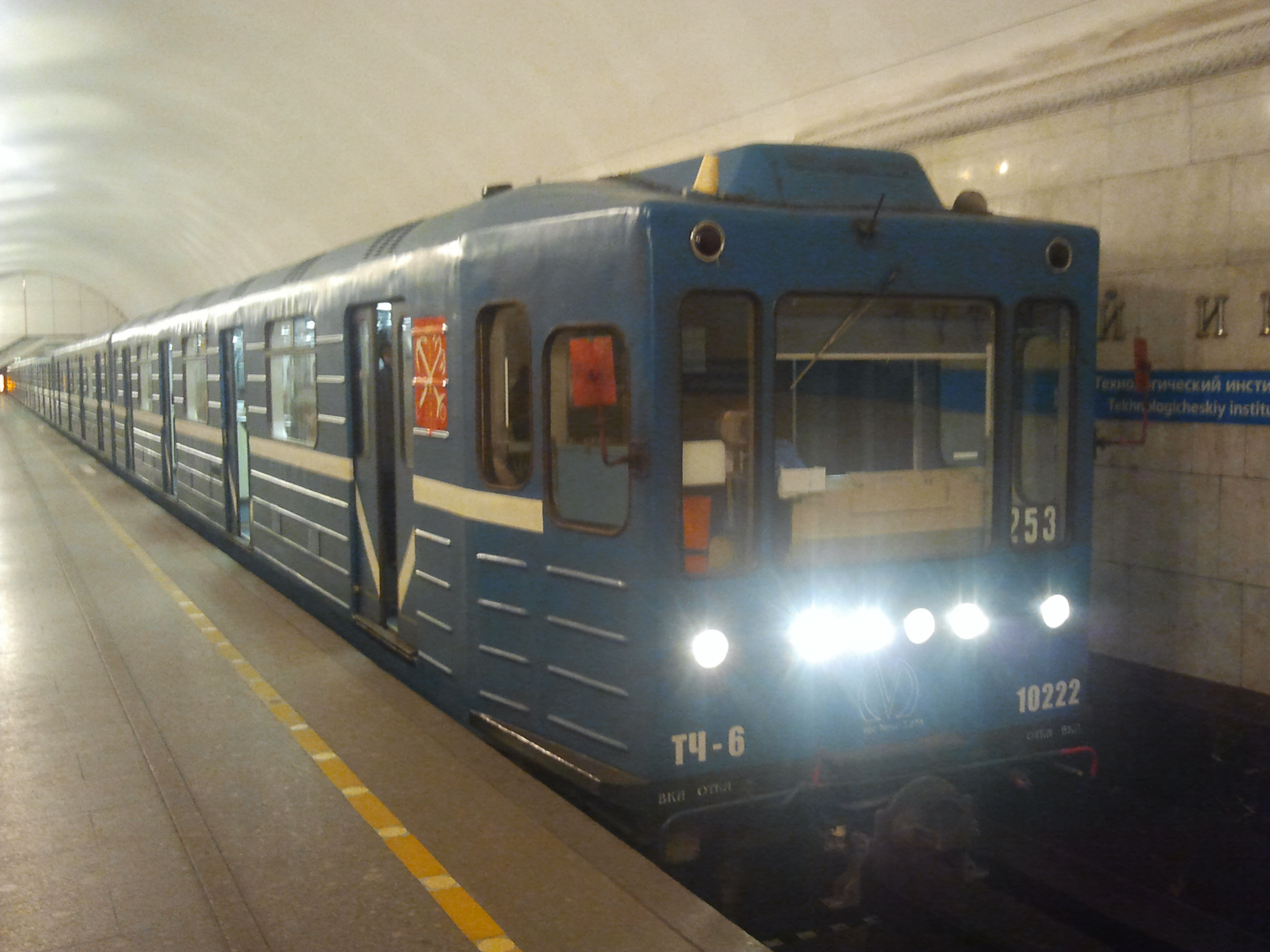
Состав из вагонов 81-540.1/541.1 на IV пути (в первом колонном зале) станции «Технологический институт»

1. Кировско-Выборгская линия — вагоны типа Ем (списаны) и их модификации (Ема-502/Ем-501/Емх-503, последняя из которых также списана), 81-722.1/723.1/724.1 в составе 8-вагонных поездов. С сентября 2022 года в обслуживающее её электродепо ТЧ-1 «Автово» начались поставки поездов проекта «Балтиец» (81-725.1/726.1/727.1) в 8-вагонном исполнении.
2. Московско-Петроградская линия — вагоны типов 81-717/714, 81-717.5/714.5, 81-717.5П/714.5П, 81-541, 81-540.1/541.1, 81-540.9/541.9 и 81-722/723/724 «Юбилейные» (впоследствии переданы в ТЧ-5 «Невское» из ТЧ-6 «Выборгское», причиной чему стало сокращение составности поездов на Фрунзенско-Приморской линии с восьми до семи вагонов, в свою очередь вызванное, по слухам в Сети[135], нехваткой запчастей. Официальной причиной называется падение пассажиропотока на линии в 2019—2022 гг.[136], однако в 2019 году на Фрунзенско-Приморской линии составность поездов увеличили с шести до восьми вагонов в связи с увеличением пассажиропотока[137]). К 2026 году в обслуживающее её электродепо ТЧ-6 «Выборгское» ожидаются поставки поездов проекта «Балтиец .2» (81-725.2/726.2/727.2) в 6-вагонном исполнении[138][139].
3. Невско-Василеостровская линия — вагоны типов 81-556/557/558, 81-556.1/557.1/558.1, 81-556.2/557.2/558.2, 81-722/723/724 и 81-722.3/723.3/724.3 в составе 6-вагонных поездов (все перечисленные модели приписаны к ТЧ-5 «Невское»).
4. Правобережная линия — вагоны типов 81-717/714, 81-714.5, 81-717.5П/714.5П, 81-540/541, 81-541.5 и 541.8 в составе 7-вагонных поездов. Все перечисленные модели временно[комм. 9] приписаны к ТЧ-3 «Московское».
5. Фрунзенско-Приморская линия — вагоны типов 81-714, 81-717.5/714.5, 81-717.5П/714.5П, 81-540/541, 81-540.2/541.2, 81-540.5/541.5 и 81-540.7/541.7 с сентября 2019 года[140] по 1 сентября 2022 года[141] в составе 7-вагонных поездов. В 2025 году ожидается первый выезд на линию поезда «Балтиец .2» (81-725.2/726.2/727.2) в 8-вагонном исполнении, 20 апреля прибывшего на Октябрьский электровагоноремонтный завод для досборки. Планируется единственным составом до 2030 года[142].
6. Красносельско-Калининская линия — планируется эксплуатация вагонов моделей 81-725/726/727 «Балтиец»[143] в количестве пяти составов[144].

Закуплены новые вагоны российско-чешского производства 81-556/557/558 «НеВа» («Вагонмаш»). Их эксплуатация началась 22 октября 2013 года. В 2013 году петербургский производитель «Вагонмаш» был обанкрочен, его земля застраивается, на рынок пришли московские производители вагонов.
С 2016 года, начиная с поставок поездов модели 81-722.1/723.1/724.1 «Юбилейный», по инициативе «Трансмашхолдинга» введена практика окрашивания вагонов в цвет линии, на которой они эксплуатируются.
На начало ноября 2021 года парк был представлен 1925 вагонами. Средний срок службы вагонов — 22,4 года при нормативном — 31 год. Парк подвижного состава изношен на 57 %. Бо́льшая часть таких вагонов эксплуатируется на 1-й и 2-й линиях.
Для продления Правобережной линии в виде участка «Спасская» — «Горный институт» планировалось переоборудование головных вагонов серии 81-540.8, приписанных к электродепо ТЧ-3 «Московское», в промежуточные вагоны с целью увеличения их пассажировместимости, однако позже конкурс, проводимый для переоборудования вагонов, был отменён ввиду отсутствия заявок. Впоследствии он был возобновлён и осуществлён.

### Музейный подвижной состав
Среди музейного подвижного состава числятся 2 вагона Д, 2 вагона Е, 1 вагон В-4, 1 вагон Г, 1 вагон Ем, 1 вагон Ема-502, 1 вагон МК2/15 (мотовоз). Все экспонаты базируются в электродепо ТЧ-7 «Южное».

### Служебный подвижной состав
Парк специального подвижного состава метрополитена по состоянию на 31 декабря 2019 года составляет:
- локомотивов МРТ — 33 единицы;
- платформ МРТ — 40 единиц;
- снегоочистителей — 10 единиц;
- грузовых вагонов — 4 единицы;
- универсальных платформ — 4 единицы;
- дефектоскоп — 1 единица;
- путеизмеритель — 1 единица;
- габаритный вагон — 1 единица;
- механизированный вагон — 1 единица;
- вагон-лаборатория — 1 единица;
- вагоны для спецсостава — 3 единицы;
- ЗУМПФ — 3 единицы;
- ретропоезд — 4 вагона[комм. 10];
- вагон № 3722 (для нужд АСФ САР) — 1 единица;
- электровозы ЭКА — 10 единиц.

### Именные поезда

#### Ретропоезд
Начал курсировать в честь шестидесятилетнего юбилея Петербургского метрополитена по Кировско-Выборгской линии с 15 ноября 2015 года. Ходил по укороченному маршруту «Автово» — «Площадь Восстания» в праздничные дни. Ныне ходит по также укороченному маршруту «Автово» — «Площадь Ленина», однако в обычные дни используется как хозяйственный для перевозки различных грузов из депо в депо. Снаружи оригинальная окраска, внутри оригинальные надписи «Не прислоняться» на дверях. Состоит из 4 вагонов, из них 1 головной вагон Ема, 1 головной Емх и 2 промежуточных Е. Составность: 3935—3369—3427—3934.

#### Эпохи метро
Начал курсировать в честь 65-летнего юбилея по Невско-Василеостровской линии с 15 ноября 2020 года. Тематическое оформление присутствует только изнутри. Состоит из шести вагонов 81-722.3, 81-723.3 и 81-724.3.

#### «Александринский состав»
Курсировал по Московско-Петроградской линии с августа 2022 года до конца 267 сезона Александринского театра.

#### «Нижний Новгород: 100 % настоящая Россия»
Курсировал по Московско-Петроградской линии с июля 2023 по январь 2024 года.

#### 300 лет СПбГУ
Курсирует по Московско-Петроградской линии с июля 2024 года.
Составность: 1126-0210-0211-0216-0213-1127

## Длина сети и пассажиропоток
|                            | 1990 | 1995 | 2000 | 2005 | 2010 | 2015 | 2016 | 2017 | 2018 | 2019 | 2020 | 2021 |
| -------------------------- | ---- | ---- | ---- | ---- | ---- | ---- | ---- | ---- | ---- | ---- | ---- | ---- |
| Протяжённость линий, км    | 87   | 92   | 99   | 103  | 110  | 114  | 114  | 114  | 119  | 125  | 125  | 125  |
| Вагонов, шт                | 1315 | 1344 | 1347 | 1405 | 1525 | 1644 | 1681 | 1817 | 1895 | 1936 | 1935 | 1941 |
| Перевезено пассажиров, млн | 977  | 728  | 799  | 832  | 777  | 742  | 740  | 726  | 743  | 762  | 495  | 603  |

| Район                                | Количество станций |
| ------------------------------------ | ------------------ |
| Адмиралтейский                       | 9                  |
| Василеостровский                     | 4                  |
| Всеволожский (Ленинградская область) | 1                  |
| Выборгский                           | 6                  |
| Калининский                          | 5                  |
| Кировский                            | 5                  |
| Колпинский                           | 0                  |
| Красногвардейский                    | 2                  |
| Красносельский                       | 0                  |
| Кронштадтский                        | 0                  |
| Курортный                            | 0                  |
| Московский                           | 6                  |
| Невский                              | 7                  |
| Петроградский                        | 6                  |
| Петродворцовый                       | 0                  |
| Приморский                           | 5                  |
| Пушкинский                           | 1                  |
| Фрунзенский                          | 7                  |
| Центральный                          | 11                 |

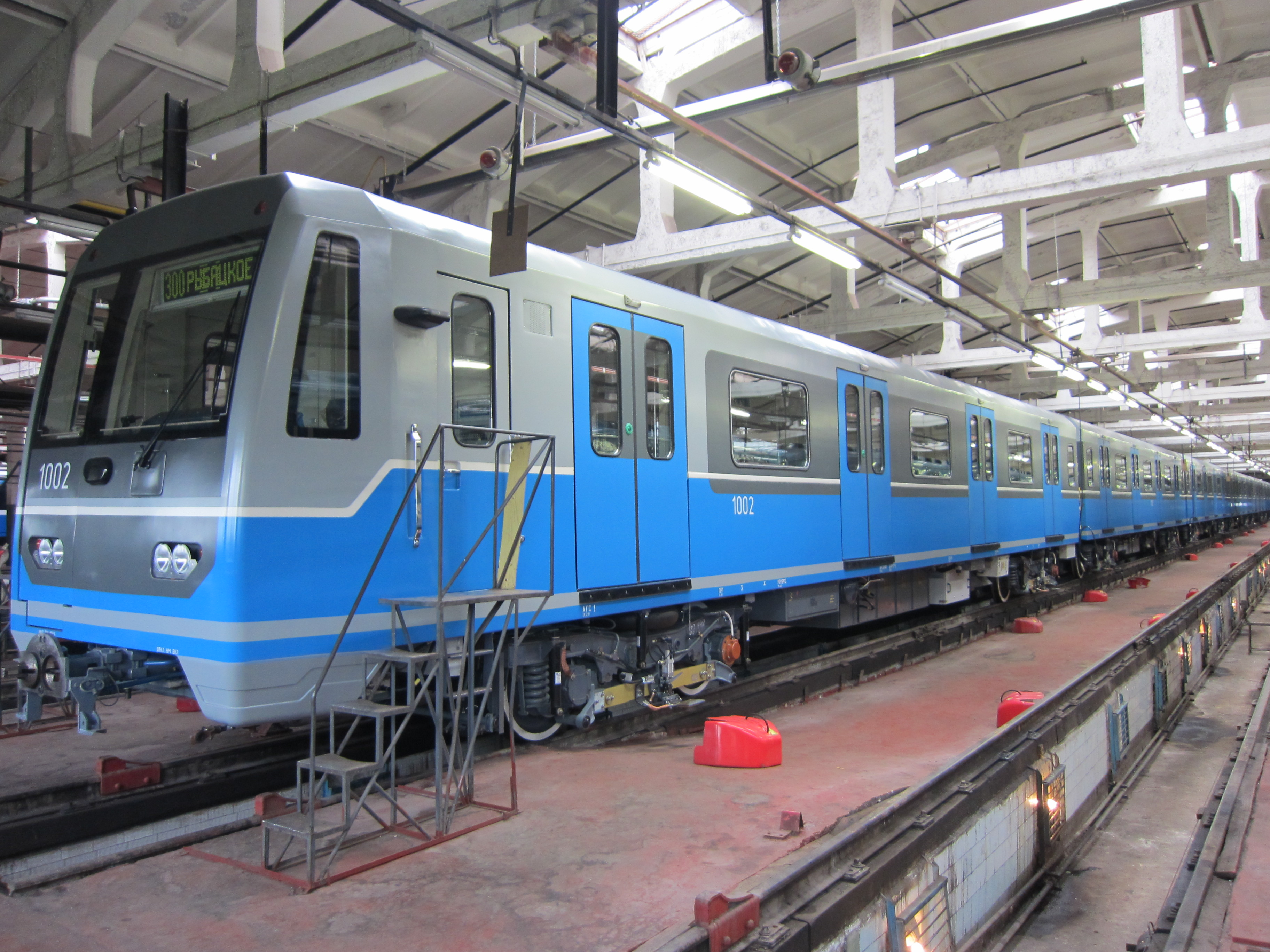
Поезд «Ладога» (не эксплуатировался, переделан в «Оку» на Метровагонмаше для эксплуатации в Московском метрополитене)

Станция «Спортивная» посчитана дважды, так как имеет выходы и в Василеостровском, и в Петроградском районах.
Наиболее загруженными станциями являются (указан пассажиропоток в тыс. чел/день за зимние сутки на 2008 год):
- «Проспект Ветеранов» — 193,1
- «Площадь Восстания» — 170,2
- «Купчино» — 165,1
- «Московская» — 164,9
- «Невский проспект» — 155,2
- «Василеостровская» — 152,6
- «Ладожская» — 152,4
- «Проспект Просвещения» — 150,9

Наиболее перегруженными в утренний час пик в 2008 году были следующие участки линий метрополитена:
- «Московская» — «Технологический институт»
- «Невский проспект» — «Чёрная Речка»
- «Площадь Александра Невского 1» — «Гостиный Двор»
- «Новочеркасская» — «Площадь Александра Невского 2»

## Эксплуатация, сервисы и перевозка пассажиров

### Оплата проезда

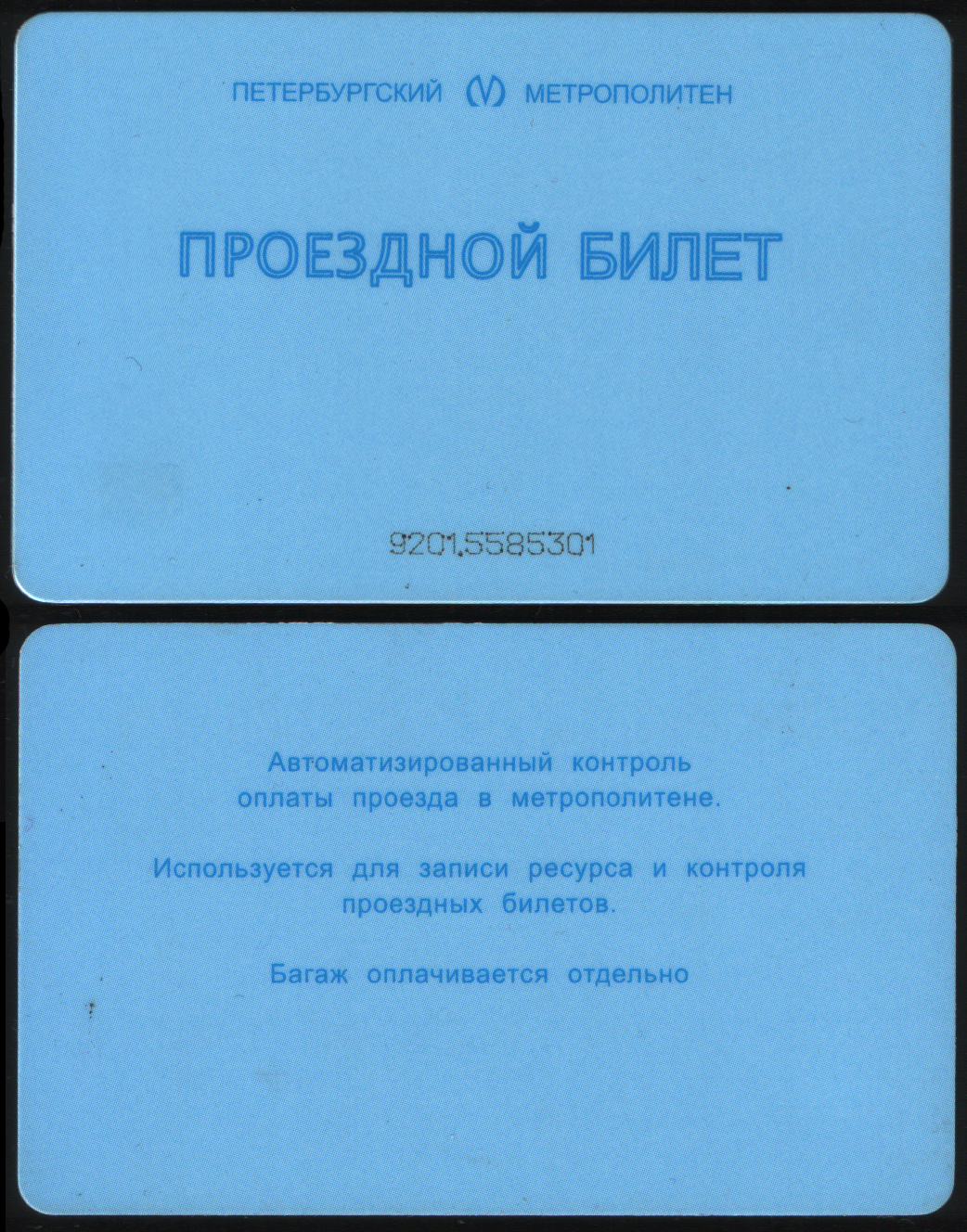
Проездной билет Петербургского метро

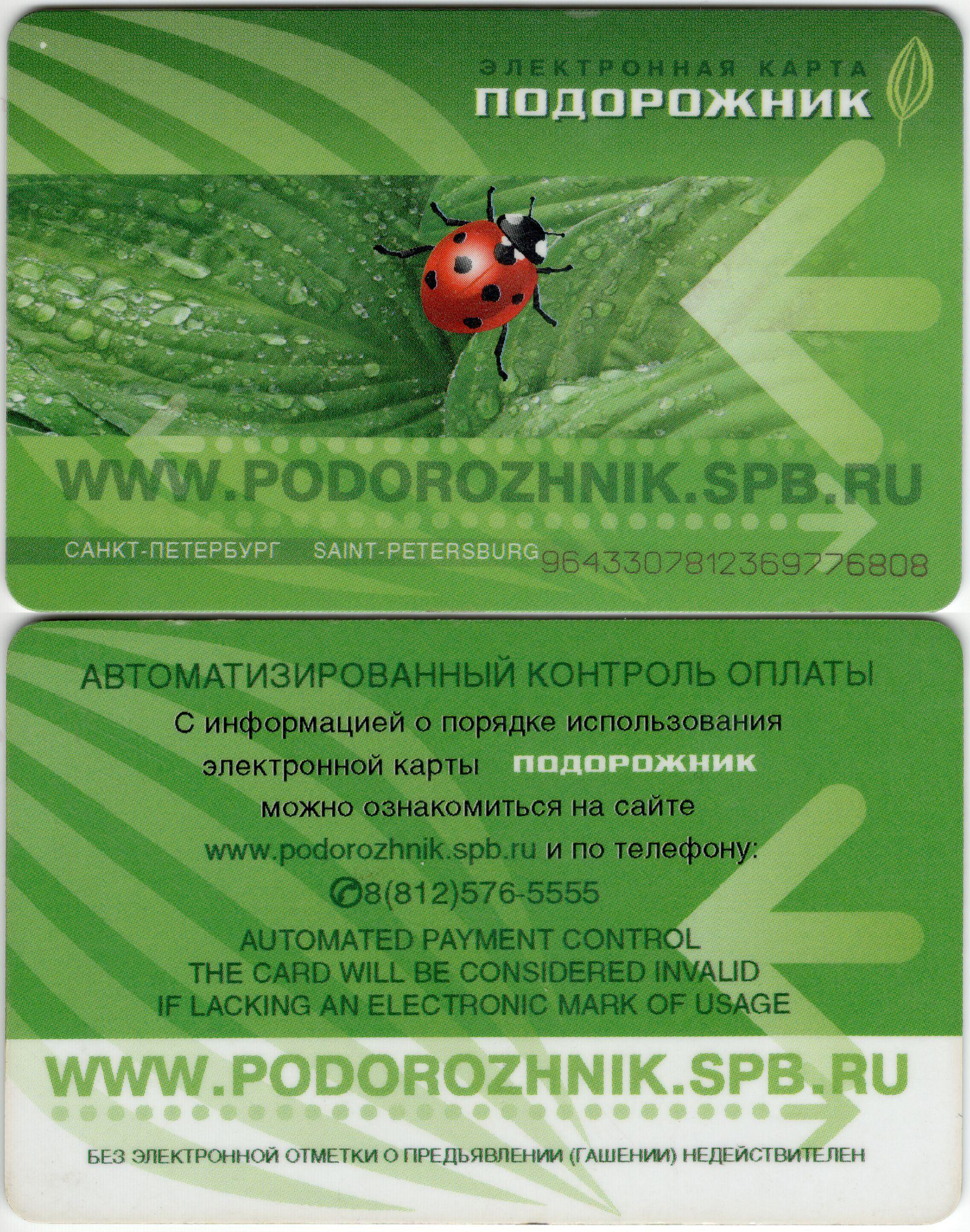
Транспортная карта «Подорожник»

Для оплаты проезда и провоза багажа используются:
- металлические жетоны,
- многоразовые проездные билеты,
- мобильные телефоны со стикером,
- банковские карты MasterCard Contactless и Visa payWave;
- биометрия (только на станциях «Гостиный двор» и «Площадь Восстания»[171]).

В апреле 2010 года был объявлен конкурс на разработку проекта техобеспечения зональной системы оплаты проезда (АСКОПМ-5).
Себестоимость (изготовление) жетона в 2015 году составляла 13,27 рубля.

#### Многоразовые проездные билеты
Для оплаты проезда используются различные виды многоразовых проездных билетов длительного пользования на основе бесконтактных смарт-карт.
Время проезда лимитировано:
- повторный проезд по тем видам проездных документов, которые обеспечивают пассажиру скидку, может производиться только через определённое время: от 0 до 45 минут после предыдущего использования (зависит от вида проездного документа).
- время прохода через турникет ограничено десятью секундами с момента предъявления карты БСК или жетона.

#### Бесконтактные однократные платежи
22 ноября 2010 года на всех станциях петербургского метрополитена началось тестирование новой системы оплаты проезда мобильным телефоном. Воспользоваться ей могут абоненты оператора «МегаФон», купив специальный стикер со встроенным чипом. Стикер крепится на заднюю панель мобильного телефона и служит своего рода аналогом проездных карточек. Приложив его к турникету, обладатель телефона попадает в метро. Новый способ оплаты основан на технологии беспроводной передачи данных NFC (Near Field Communication).
С 27 января 2015 года петербургский метрополитен первым в России стал принимать оплату проезда напрямую с банковских карт MasterCard Contactless и Visa payWave. На всех станциях метро ближний к будке Службы контроля турникет (обозначенный соответствующей информационной наклейкой) был оборудован бесконтактным модулем, к которому можно было прикладывать карту для оплаты проезда.

#### Коллекционные жетоны
В 2005 году, в год 50-летия петербургского метро, в петербургском метрополитене начали выпускать коллекционные жетоны. Выпуск таких жетонов обычно приурочен к какой-либо круглой дате в истории метрополитена (юбилеи метрополитена, отдельных его станций или служб), либо к другим круглым датам так или иначе связанным с метрополитеном или его историей. По заведённой традиции, в день юбилея коллекционные жетоны можно приобрести по цене обычного жетона в кассах определённых станций метро и очень ограниченным тиражом. В последующие дни коллекционные жетоны можно приобрести на любой станции метро, но только в составе открытки и по гораздо более высокой цене. Коллекционный жетон можно использовать для прохода в метрополитен, однако из-за его ценности такое применение жетона нецелесообразно.
Все коллекционные жетоны изготовил Санкт-Петербургский монетный двор. Ему посвящён памятный жетон «300 лет Монетному двору/1724».
Ниже можно ознакомиться со списком всех коллекционных жетонов, выпущенных в 2005—2025 годах.
- К 50-летию Петербургского метро. Набор из 8 жетонов с изображениями станций первой очереди. Ноябрь 2005 года.
- К открытию станции метро «Парнас». Декабрь 2006 года.
- Ко Дню города. Первый жетон Ленинградского метрополитена (1958 год). Май 2007 года.
- К 50-летию станций метро «Чернышевская» и «Площадь Ленина» (2 вида жетонов). Июнь 2008 года.
- К открытию станции метро «Волковская». Декабрь 2008 года.
- К открытию вестибюля станции метро «Звенигородская». Декабрь 2009 года.
- К 200-летию Петербургского государственного университета путей сообщения. Ноябрь 2009 года.
- К 55-летию Петербургского метрополитена. Ноябрь 2010 года.
- К открытию станции метро «Обводный канал». Декабрь 2010 года.
- К 70-летию ОАО «МЕТРОСТРОЙ». Январь 2011 года.
- К 50-летию станций метро «Фрунзенская», «Московские ворота», «Электросила» и «Парк Победы» (4 вида жетонов). Апрель 2011 года.
- К открытию станции метро «Адмиралтейская». Декабрь 2011 года.
- К открытию станций метро «Бухарестская» и «Международная» (2 вида жетонов). Декабрь 2012 года.
- К 50-летию станций метро «Сенная площадь», «Невский проспект», «Горьковская» и «Петроградская» (4 вида жетонов). Июль 2013 года.
- К открытию вестибюля станции метро «Спасская». Ноябрь 2013 года.
- В преддверии 60-летия Петербургского метро (5 видов жетонов с изображениями типов вагонов). Июнь—декабрь 2014 года.
- К открытию второго вестибюля станции метро «Спортивная». Май 2015 года.
- К 60-летию Петербургского метро (2 вида жетонов — «Пятачок» и «Юбилейный»). Ноябрь 2015 года.
- К 50-летию станции метро «Дачное» и 75-летию ОАО «Метрострой» (2 вида жетонов). Сентябрь 2016 года.
- К 50-летию станций метро «Василеостровская», «Гостиный двор», «Маяковская» и «Площадь Александра Невского» (4 вида жетонов). Ноябрь 2017 года.
- К открытию станций метро «Новокрестовская» (ныне — «Зенит») и «Беговая» (2 вида жетонов). Май 2018 года.
- Ко Дню города. Типы станций Петербургского метро (9 видов жетонов с изображениями типов станций). Май 2019 года.
- К открытию станций метро «Проспект Славы», «Дунайская», «Шушары» и электродепо «Южное» (4 вида жетонов). Октябрь 2019 года.
- К 50-летию станции метро «Московская». Декабрь 2019 года.
- К 65-летию Петербургского метро (7 видов жетонов: 6 «Начальников» и 1 «Юбилейный»). Ноябрь 2020 года.
- К 50-летию станций метро «Елизаровская» и «Ломоносовская» (2 вида жетонов). Декабрь 2020 года.
- К юбилеям служб метрополитена: «Служба пути», «Служба подвижного состава», «Служба электроснабжения» и «Эскалаторная служба» (4 вида жетонов). Декабрь 2021 года.
- К 55-летию Службы тоннельных сооружений. Апрель 2022 года.
- К 50-летию станций метро «Звёздная» и «Купчино» (2 вида жетонов). Декабрь 2022 года.
- Ко дню открытия метрополитена: «Состав „Балтиец“». Ноябрь 2023 года.
- К 50-летию Колледжа метрополитена и железнодорожного транспорта. Сентябрь 2024 года.
- К 300-летию Санкт-Петербургского монетного двора. Декабрь 2024 года.
- К 30-летнему юбилею Законодательного Собрания Санкт-Петербурга. Декабрь 2024 года.
- К открытию станции метро «Горный институт». Декабрь 2024 года.
- К 120-летию Роспрофжел. Апрель 2025 года.
- К 50-летию станций метро «Лесная» и «Выборгская» (2 вида жетонов). Апрель 2025 года.
- К 100-летию футбольного клуба «Зенит». Май 2025 года.

### Работа в ночное время
Проблему отсутствия транспортной связи между берегами в период навигации и разведения мостов ночные автобусные маршруты решить не могли. Для этих целей весной 2013 года между станциями метро «Адмиралтейская» и «Спортивная» был запущен ночной поезд-челнок, — сначала в тестовом режиме по выходным дням, а с 31 мая — ежедневно с 1:00 до 3:00 с интервалом движения поездов в 20 минут. Ночной поезд-челнок функционирует лишь в сезон навигации — с 30 апреля по 15 ноября. В 2014 году, с открытием второго выхода со станции «Спортивная», Петербург также получил ночную связь Петроградской стороны с Васильевским островом.
В 2019 году круглосуточная работа метрополитена осуществлялась по следующим праздникам:
- Новый год (с 31 декабря на 1 января)
- Рождество Христово (с 6 на 7 января)
- Православный праздник Пасхи (определяется по александрийской пасхалии)
- Праздник Весны и труда (с 1 на 2 мая)
- День Победы (с 9 на 10 мая)
- Ночь музеев
- День города (27 мая)
- Праздник выпускников «Алые паруса»

### Доступность для маломобильных групп населения

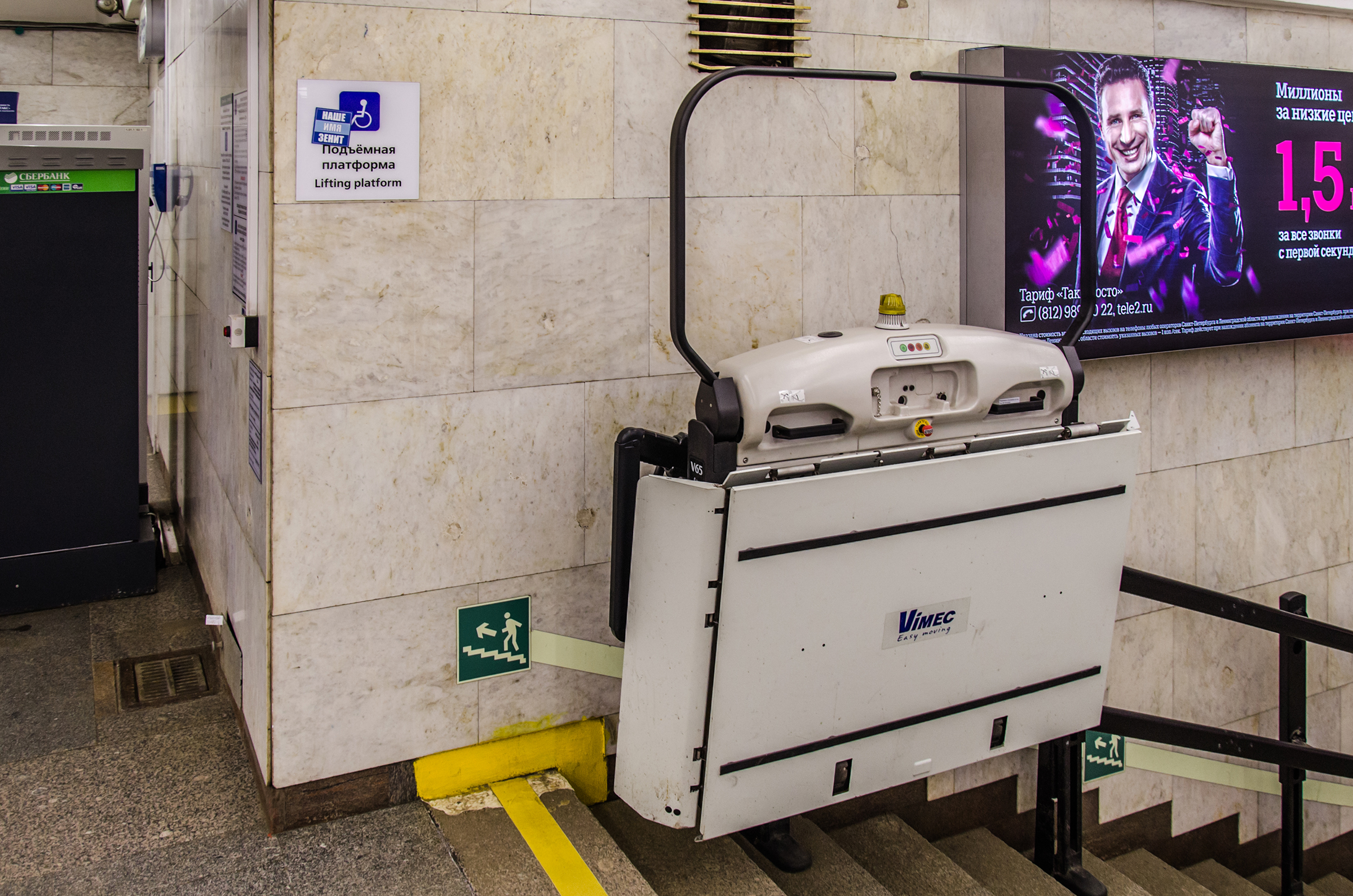
Подъёмник для инвалидов на станции «Ленинский проспект»

В Петербургском метро практически отсутствует безбарьерная среда. Лифтом оборудована лишь одна станция метро — «Парнас». Пандусами оснащают вновь открывающиеся станции, начиная со станции «Комендантский проспект», открытой в 2005 году, однако эти пандусы не позволяют людям с инвалидностью самостоятельно и беспрепятственно пользоваться метро. Более старые станции остаются полностью неприспособленными для них. Пассажиры с детскими колясками и багажом испытывают трудности при пользовании метрополитеном. За исключением световой полосы безопасности края платформ не оборудованы тактильным покрытием предназначенным для безопасности и помощи в ориентации и посадке пассажиров с нарушениями зрения.
После скандала с принятием законопроекта, позволяющего службе контроля метрополитена не пускать инвалидов-колясочников на территорию метрополитена под предлогом его неприспособленности для перевозки людей с инвалидностью, правительство Санкт-Петербурга дало указание начать постепенное переоборудование станций для облегчения доступа маломобильных групп населения к платформам. Пока же спуск инвалидов-колясочников осуществляется по резервным (не задействованным для передвижения основных пассажиропотоков) эскалаторам при содействии специально выделенных для этой цели работников метрополитена. С января 2012 года официально разрешается находиться на станциях метрополитена инвалидам по зрению в сопровождении собак-поводырей.

### Wi-Fi
В октябре 2016 года «МаксимаТелеком» выиграла второй аукцион, проведённый ГУП «Петербургский метрополитен», на создание беспроводной сети в поездах и на станциях метрополитена. Осенью 2015 года компания оценивала затраты на постройку сети в 1 млрд рублей. На данный момент сеть Wi-Fi развёрнута на всех линиях метро: развёртывание проходило поэтапно с 30 мая по 6 декабря 2017 года, начавшись с четвёртой линии и закончившись подключением первой.

### Сотовая связь
В Петербургском метрополитене предоставляют свои услуги пять операторов сотовой связи: «МегаФон» (в том числе Yota), «МТС», «Билайн» и t2. Они присутствуют на всех станциях.
В ноябре 2004 года был запущен совместный проект операторов «МТС», «МегаФон», «Билайн», Теле2 и Петербургского Метрополитена по обеспечению связи в тоннеле на участке «Невский проспект» — «Сенная площадь» посредством излучающего кабеля, однако проект был признан экономически нецелесообразным и излучающий кабель был демонтирован. Однако в некоторых случаях сигнал в тоннель частично попадает с антенн, расположенных в торцах платформ, что иногда даже позволяет проехать от одной станции до другой без разрыва соединения.
На 12 сентября 2012 года сотовая связь и мобильный интернет (GPRS/EDGE/UMTS/HSPA) от «МегаФона» в Петербургском метрополитене доступны практически на всём протяжении тоннелей. Работа над улучшением качества связи продолжается. Также сотовый оператор отмечает, что покрытие тоннелей привело к увеличению использования пассажирами метро интернет-трафика в 4,5 раза, SMS-сообщений на 25 %, в то время как объём голосового трафика увеличился только на 12 %.
В ноябре 2014 года компания «МТС» сообщила о первом в России запуске сети LTE в метро. Сеть LTE МТС со скоростью до 75 Мбит/с доступна в Петербургском метрополитене в вестибюле, на эскалаторах и на перроне станции «Горьковская».
В сентябре 2015 года оператор Tele2 запустил сеть LTE на 67 станциях петербургского метрополитена. Таким образом, Петербург стал первым городом в России, где на станциях метро появилась сеть LTE.
В ноябре 2015 года завершились натурные испытания антенно-фидерной системы (АФС) в тоннелях Петербургского метрополитена. Основное назначение системы — бесперебойная беспроводная связь для служб гражданской обороны и чрезвычайных ситуаций, обеспечение взаимодействия правоохранительных органов и экстренных оперативных служб. АФС также позволяет машинистам и диспетчерам общаться по защищённым каналам связи. Кроме того, эта сеть позволяет её владельцу — оператору «МегаФон» — оказывать услуги сотовой связи и доступа в интернет прямо в тоннелях метро.

### Особенности системы информирования пассажиров в поездах
В Петербургском метрополитене используются станционные автоинформаторы, установленные непосредственно на путях станции. Устройство поездного оповещения (УПО) работает независимо от машиниста — объявления по прибытии и при отправлении поезда включаются автоматически.
До 2004 года и с 2009 по лето 2021 года станции объявлялись голосом Михаила Быкова. В 2004—2009 годах — Вадима Чернявского. С лета 2021 года диктором метрополитена является Александр Кремнёв.

### Съёмки в метрополитене
В период с 1992 по 2009 год Правила пользования метрополитеном запрещали осуществлять любые фото-, кино- и видеосъёмки в метро (как под землёй, так и внутри наземных сооружений) без специального разрешения. За нарушение был предусмотрен штраф в размере 100 рублей.
21 апреля 2009 года житель Санкт-Петербурга Денис Юсупов (пользователь ЖЖ под ником _dyr) подал заявление в прокуратуру Петербургского метрополитена и прокуратуру Санкт-Петербурга с жалобой на незаконность такого ограничения доступа к общедоступной информации. 28 апреля из прокуратуры Санкт-Петербурга пришло уведомление о перенаправлении обращения в прокуратуру Петербургского метрополитена. 6 мая прокуратурой метрополитена было дано разъяснение о том, что запрет на осуществление фотосъёмки не является незаконным, так как прописан в Правилах пользования Петербургским метрополитеном, утверждённых Комитетом по транспорту Санкт-Петербурга, и что контроль над соблюдением правовых актов осуществляется прокуратурой Санкт-Петербурга. 15 мая Юсуповым было направлено повторное обращение в прокуратуру Санкт-Петербурга. 18 мая был подан иск в суд Санкт-Петербурга. 28 мая иск был подан повторно, так как предыдущий был отклонён как поданный с нарушениями. 2 июня прокуратура Санкт-Петербурга уведомила о том, что не нашла оснований для опротестования правовых актов, запрещающих бесплатное осуществление фотосъёмки в Петербургском метрополитене, 5 июня Санкт-Петербурга постановил считать заявление Дениса Юсупова неподанным. 24 июня Комитет по транспорту Правительства Санкт-Петербурга в ответном обращении признал незаконность оспариваемого запрета. 24 июля Комитет по транспорту распорядился внести в Правила пользования метрополитеном изменения, позволяющие осуществлять фотосъёмку без применения вспышки. 14 августа поправки были внесены в реестр нормативных актов.
Запрет на фотосъёмку в Петербургском метрополитене был восстановлен 2 марта 2012 года и вновь отменён 13 апреля того же года (как и прежде за исключением съёмки с использованием осветительных приборов).

## Логотип
С момента открытия в 1955 году и до 1992 года логотип Петербургского метрополитена отличался от логотипов первого в бывшем СССР и России — Московского и третьего в СССР — Киевского метрополитенов только цветом: в московском логотип был красного цвета, в ленинградском — синего, в киевском — зелёного с общим элементом в виде буквы «М» с заострёнными углами. Однако после выхода метрополитенов из Министерства путей сообщения и передачи их в мэрию города, уже в Петербурге встал вопрос о создании собственного уникального логотипа, который был бы везде узнаваем и легко отличим. В итоге в ленинградском филиале института научно-технической эстетики (ВНИИТЕ) дизайнером Михаилом Ивашиным в течение полугода была создана эмблема, отражающая особенности Петербургского метрополитена: полукруглые изгибы «ног» «М» отсылают к форме тоннелей, острый угол между ними символизирует самое глубокое метро в мире. Получившийся результат оценивали эксперты, художники и психологи.
Был раскритикован российским дизайнером Артемием Лебедевым.
29 ноября 2021 года внесён Роспатентом в список общеизвестных товарных знаков, чего Петербургский метрополитен добивался с 2017 года.

## Происшествия

### Прорыв 1974 года
8 апреля 1974 года около 16 часов 30 минут при бурении передовых разведочных скважин в нижнем тоннеле между станциями «Лесная» и «Площадь Мужества» была обнаружена незамёрзшая порода, из которой поступала вода. Плывун на глубине 90 метров был обнаружен гораздо раньше, однако заморозить его не удалось. Забой начал заполняться водой через появляющиеся трещины.
Вскоре стал заполняться и верхний тоннель, у которого не было прямого сообщения с забоем. Аварийные затворы из-за быстрого поступления плывуна полностью закрыть не удалось, но, по официальным данным, все люди были спасены. Тоннели были затоплены на километр, значительная часть льдогрунтового массива разморозилась.
На площади Мужества и прилегающих городских магистралях образовались провалы, треснули стены домов и наземных сооружений. Следы этого происшествия несут в себе два производственных корпуса НПО «Аврора», которые можно увидеть с Политехнической улицы: часть этих зданий обрушилась, было решено их не сносить, а просто заделать этажи со стороны улицы.
Проникновение плывуна в тоннели метро удалось остановить путём сооружения преграды недалеко от станции метро «Лесная». Для того чтобы остановить разрушения на поверхности, выработки были затоплены — в аварийные тоннели закачали водопроводную воду.
По мотивам произошедшего в 1986 году был снят фильм «Прорыв».

### Размыв 1995 года
С 4 декабря 1995 года до 26 июня 2004 года движение на участке Кировско-Выборгской линии между станциями «Лесная» и «Площадь Мужества» было закрыто из-за т. н. «Размыва» — крупнейшей в мире аварии на перегоне между станциями «Лесная» и «Площадь Мужества», произошедшей в результате разрушительного воздействия плывуна на тоннели.

### Теракт 19 декабря 1996 года
19 декабря 1996 года на Кировско-Выборгской линии произошёл взрыв, в ходе которого один из двух находившихся в вагоне пассажиров был оглушён взрывной волной.

### Обрушение козырька 10 июня 1999 года
10 июня 1999 года, в 19 часов 40 минут, обрушился пятиметровый бетонный козырёк павильона станции «Сенная площадь», в результате погибли семь человек.
Для недопущения повторения трагедии на всех станциях метро произвели укрепление козырьков, в случае невозможности укрепления — козырьки были сняты.

### Энергоавария 20 августа 2010 года
После отключения четырёх линий напряжением 330 кВ, в 18:34 произошло обесточивание шести секций шин 330 кВ на подстанции «Восточная» Всеволожского района Ленинградской области, а следом подстанций «Северная» и «Каменногорская», некоторые районы Санкт-Петербурга были обесточены; коснулось это и метрополитена.
Поезда встали, началась эвакуация пассажиров из тоннелей. Позже по мере восстановления электроснабжения запускалось метро. Этот случай был совсем не похож на аварию 2005 года в Москве и Московской области, случившуюся на подстанции «Чагино», ни по последствиям, ни по продолжительности.

### Неисправность тормозов поезда на участке «Петроградская» — «Пионерская»

Двумя синими стрелками на участке с показанным расстоянием между двумя станциями выделено место, где вперёд и назад несколько раз ехал поезд с отключёнными тормозами (воздухораспределителями во всех шести вагонах, возможных на линии при движении с пассажирами)

10 февраля 2012 года в 18:23 состав, следовавший в сторону «Парнаса» по первому пути, совершил запланированную остановку на «Петроградской», проехав до сигнального знака «Остановка первого вагона», чтобы совместить двери поезда с дверьми станции («Петроградская» — станция закрытого типа). Однако при попытке тронуться далее произошёл сбой пневматического характера в системе торможения, в результате чего поезд простоял около пяти минут на станции до тех пор, пока инструктор не помог машинисту вручную сбросить тормозное давление путём отключения воздухораспределителей в каждом из вагонов. По инструкции, данный состав стал непригоден для эксплуатации и должен был произвести аварийную высадку пассажиров, после чего быть отбуксированным в ближайший ПТО. Тем не менее, машинист с инструктором решили «дотянуть» состав до ПТО вручную при помощи резервного управления, и в 18:28 состав отправился в сторону «Чёрной речки». Поскольку на данном перегоне имеется значительный перепад высот (уклон 60 ‰ — спуск на каждые 6 м через каждые 100 м, крупнейший на постсоветском пространстве и предельно допустимый Правилами технической эксплуатации (ПТЭ)), стояночные тормоза не справились с нагрузкой и отказали за 300 м до въезда на станцию, отчего состав проехал «Чёрную речку» без остановки, а позже развил предельную скорость 60 км/ч в сторону «Пионерской». Дежурный по станции, не сумев связаться с аварийным составом, догадался в чём дело и подал сигнал для отключения питания контактного рельса на перегоне, в результате чего состав снизил скорость, но по инерции доехал до середины перегона, затем поехал в обратную сторону и проехал «Чёрную речку» до упора, а после — опять сменил направление и остановился в тоннеле между «Чёрной речкой» и «Пионерской». Инцидент в СМИ прозвали «американскими горками в Питере». Никто не пострадал. По одной из версий, машинист и машинист-инструктор в дальнейшем уволились по собственному желанию, по другой — продолжили работу на других должностях.

### Теракт 3 апреля 2017 года
3 апреля 2017 года произошёл взрыв в поезде, следовавшем по перегону между станциями «Сенная площадь» и «Технологический институт», сразу после отправления от «Сенной площади» примерно в 14:40. В результате 11 человек погибли на месте, 4 скончались в больнице, 87 получили ранения.

## Петербургский метрополитен в культуре

### Фильмы
Петербургское (Ленинградское) метро запечатлено в художественном фильме «Прорыв», вышедшем в прокат в 1986 году.

### Телесериалы
В Петербургском метрополитене происходят действия четвёртой серии первого сезона сериала «Литейный 4».

### Видеоигры
Для дополнения (мода) «Metrostroi Subway Simulator» к игре «Garry’s Mod» в Steam группой разработчиков-энтузиастов созданы участок Московско-Петроградской линии от «Технологического института» до «Московской», Невско-Василеостровская и Правобережная линии; функционируют в виде аддонов в Steam Workshop. В дополнении также представлен пассажирский подвижной состав метрополитена (в том числе выведенный из эксплуатации) в виде вагонов «Д», «Е», Ема-502/Ем-501, 81-717/714, «Юбилейный», 81-540/541, 81-540.1/541.1, 81-540.2/541.2, 81-717.5П/714.5П, 81-540.7/541.7 и 81-540.8/541.8 (обеих разновидностей с неофициальными названиями «Головастик» и «Саблезуб»). Дополнение отличается от других компьютерных симуляторов поезда высокой реалистичностью и широкой кастомизацией каких-либо действий.
«Разработчиками-энтузиастами» также воссоздан ретропоезд в четырёхвагонной составности (Ема/Е/Емх (81-705/703/706) №№ 3935—3427—3369—3934), планирующийся к отстранению от служебной эксплуатации с последующей отправкой в музейную экспозицию электродепо ТЧ-7 «Южное».
В этом же дополнении на одной из вымышленных линий присутствует станция «Нарвская» под никогда не имевшимся у неё в реальности названием «Сталинская».

## Факты, особенности и технические подробности
- Самый глубокий в мире метрополитен по среднему количеству станций на глубоком заложении: 61 из 72), что связано с преимущественно глубоким залеганием в благоприятных для строительства кембрийских глинах и общей особенностью болотистой почвы города[244][245]. Самая глубокая станция в Санкт-Петербурге, России[246] и СНГ — «Адмиралтейская» (приблизительно 86 метров[к 1]). Глубина перегонов «Невский проспект» — «Горьковская», «Чёрная речка» — «Пионерская» Московско-Петроградской линии и «Комендантский проспект» — «Старая деревня» Фрунзенско-Приморской линии достигает 95—100 метров[249]. Кроме того, перегон Московско-Петроградской линии «Невский проспект» — «Горьковская» имеет предельно допустимый Правилами технической эксплуатации (ПТЭ) уклон крутизной 60 ‰ (тысячных — спуск на 6 метров через каждые 100 метров)[133][224], что связано с прохождением тоннеля под впадиной дна подземной реки в этом месте. На участке Московско-Петроградской линии «Петроградская» — «Чёрная речка» 10 февраля 2012 года едва не произошла катастрофа[250].
- Первый в СССР и России метрополитен, находящийся в двух субъектах Российской Федерации (станция «Девяткино» находится в Ленинградской области)[251]. До пуска станции Московского метрополитена «Мякинино» Арбатско-Покровской линии 26 декабря 2009 года был единственным таким метрополитеном в стране[252].
- Впервые в мире построены станции закрытого типа. В Петербургском метрополитене их 10, первая из них — экспериментальная[253] «Парк Победы», открытая 29 апреля 1961 года[18].
- В Ленинградском метрополитене впервые в СССР в 1964 году введены в эксплуатацию контактно-аккумуляторный электровоз и новые эскалаторы серии «ЛП»[254].
- До 1973 года в Ленинградском метрополитене было круглосуточное тоннельное освещение, от которого впоследствии отказались в целях экономии электроэнергии, а также в связи с усовершенствованием общего технического оснащения[255].
- В Ленинградском метрополитене на Московско-Петроградской линии в 1981 году был достигнут мировой рекорд по скорости проходки тоннеля на перегоне «Удельная» — «Чёрная речка», не побитый по сей день — 1270 метров за месяц[256].
- В Ленинградском метрополитене в 1984 году испытывался первый в СССР вагон с асинхронным тяговым приводом — типа «Е» № 3222, построенный в 1965 году[257][258].
- Впервые в мире, в 1975 году, построены односводчатые станции глубокого заложения: «Площадь Мужества» и «Политехническая»[259]. Всего таких станций в Санкт-Петербурге 15[260], в Москве — одна
- Впервые в мире, в 1997 году, построена двухъярусная пересадочная односводчатая станция глубокого заложения («Спортивная»)[68].
- Станция Петербургского метрополитена «Проспект Ветеранов» является самой загруженной в России[170].
- Для строительства вестибюлей станций в советское время был снесён ряд церквей (Знаменская, Спас-на-Сенной, церковь Косьмы и Дамиана)[261].
- Первый метрополитен в России, оборудованный траволаторами. Они расположены в тоннеле под Малой Невой и являются частью второго выхода станции «Спортивная»[262].
- Один из первых метрополитенов в России, внедривший электронные проездные документы с микрочипами[263].
- В Ленинградском метрополитене впервые в СССР были начаты работы по внедрению системы автоведения[264].
- Петербургский метрополитен, как и все остальные метрополитены России и постсоветского пространства, использует ту же ширину колеи, что и российские железные дороги — 1520 мм[265]. Для подачи тока используется третий контактный рельс, напряжение на нём составляет в среднем 825 В, допустимый диапазон от 550 В до 975 В[266].
- Поезд «НеВа» является первым серийным в Петербургском метрополитене, оборудованным асинхронным тяговым электродвигателем[267]; лишён крана машиниста ввиду отсутствия тормозной магистрали[268], присутствующих или присутствовавших у остальных поездов производства заводов в том числе ЗАО «Вагонмаш», ОЭВРЗ, ММЗ и АО «Метровагонмаш»[269].
- Уникальной[270] для Петербургского метрополитена[271] является установленная в 2015 году система «Штурман», которая мониторит состояния машиниста в реальном времени во время работы на линии. Физиологические параметры машиниста — сердечный ритм, давление, пульс и другие анализируются каждую секунду во время движения. Это позволяет максимально исключить влияние человеческого фактора на возникновение нештатных ситуаций и повысить безопасность перевозок. Система представляет собой датчики, встроенные в специальную гарнитуру, закреплённую на ухе машиниста, причём они все изготавливались по слепкам ушной раковины каждого сотрудника и настроены лично на каждого машиниста и в режиме «онлайн» передают информацию о состоянии организма на бортовой компьютер. Дальше информация обрабатывается и передается оператору. Если система определяет, что машинист может потерять концентрацию или достигнуть состояния монотонии, оператор связывается с ним через машиниста-инструктора и даёт предупреждение. В случае дальнейшего ухудшения состояния здоровья или появления рассеянности внимания машиниста заменят. Обновлённая система «Штурман» позволяет также учитывать и анализировать всю информацию о состоянии машинистов во время движения на протяжении разных временных отрезков. Благодаря этим данным специалисты метрополитена могут составить наиболее подходящий график работы для каждого сотрудника и значительно увеличить срок нахождения на линии машинистов в нормальном рабочем состоянии. Используется на Невско-Василеостровской и Правобережной линиях.
- Подвижной состав, по состоянию на 1 января 2025 года, представлен 1978 вагонами, не считая служебных[7]. Минимальный интервал времени между поездами составляет в среднем 2 минуты и около 1 минуты в «час пик», а количество поездов в сутки — 3106.
- С 2016 года, начиная с поставок поездов модели 81-722.1/723.1/724.1 «Юбилейный» для Кировско-Выборгской линии, по инициативе «Трансмашхолдинга» реализовывается практика окрашивания вагонов в цвет линии, на которой они эксплуатируются[148][149]. Несмотря на это, с 20 марта 2020 года по июль 2022 года на Московско-Петроградской линии эксплуатировались оригинальные вагоны моделей 81-722/723/724 одного с линией синего цвета, что никак не было связано с реализацией окраски вагонов под цвет линии, поскольку модели вагонов 81-722/723/724 изначально эксплуатируются на Невско-Василеостровской линии[272][273][274].
- 6 октября 2023 года на Кировско-Выборгской линии был запущен поезд «Балтиец» — первый из оборудованых асинхронным тяговым приводом, имеющий тематическое оформление снаружи[275], ранее бывавшее только у поездов «Юбилейный» и только в салоне[276][277][278], приуроченное ко Дню города[279].
- После закрытия станции «Спасская» впервые за всю историю Петербургского метрополитена с 17 по 18 августа 2024 года осуществлялась организация подобия вилочного движения: одна часть поездов будет следовать от станции «Комендантский проспект» до станции «Шушары», другая — от «Садовой» до «Улицы Дыбенко» с пассажирским движением по служебной соединительной ветви[280][281].
- Красносельско-Калининская линия, при расчёте её станций на 8-вагонную составность поездов, будет оборудована платформенными раздвижными дверьми[101][282][283][284]. Имеющая две такие станции Невско-Василеостровская линия — «Зенит» и «Беговую» и, в будущем, «Богатырскую»[285], — рассчитаны на 6 вагонов[286]; поскольку ввод линии планируется до открытия на ней ТЧ-8 «Красносельское» (не ранее 2027 года[287]), её обслуживанием будет заниматься ТЧ-1 «Автово» ввиду его нахождения вблизи Красносельско-Калининской линии[288] и в связи с эксплуатацией в ТЧ-1 «Автово» последней на текущий момент[289] модели поезда — 81-725.1/726.1/727.1 «Балтиец», планирующейся к эксплуатации на линии[290] в количестве пяти составов[144] (помимо них, на ней предполагалась эксплуатация поездов 81-722/723/724 «Юбилейный» в 6-вагонной составности[291], однако поезда, оборудованные асинхронным тяговым электродвигателем, в 6-вагонном исполнении по состоянию на начало 2025 года обслуживаются только в ТЧ-5 «Невское»[292]). Также, хотя первая очередь Красносельско-Калининской линии будет состоять из двух станций, за обеими расположатся оборотные тупики, один из которых — за станцией «Юго-Западная» — одновременно станет частью служебной соединительной ветви, ведущей на Кировско-Выборгскую линию[281], в связи с чем на линии планируется осуществление «полноценного» т. н. «кольцевого» движения — со сменой направления движения поезда (его оборота) не на станции, что является нетипичным случаем для линий или участков пути, состоящих из двух станций, существующих на постсоветском пространстве — Фиолетовая линия Бакинского метрополитена и челночное ответвление в Ереванском метрополитене[133][293].
- После первой поставки поездов «Балтиец» (с чего также начнётся возврат к 8-вагонной составности после перехода на 7-вагонную 1 сентября 2022 года[294][295]) в электродепо ТЧ-7 «Южное» для эксплуатации на Фрунзенско-Приморской линии в 2025 году[296], станет первым опытом Петербургского метрополитена в эксплуатации поезда с асинхронным тяговым приводом на линии, основным средством сигнализации (безопасности движения) на которой является АЛС-АРС без автостопов и защитных участков с нормально погашенными светофорами автоматического действия. До этого все аналогичные модели — «НеВа» и «Юбилейный» — эксплуатируются на линиях с автоблокировкой, дополненной АЛС-АРС с автостопами и защитными участками — Невско-Василеостровской и Кировско-Выборгской[297][298][299][300].
- У одного из тематических поездов — «Эпохи метро» — существует собственный веб-сайт с подробным описанием[301].

Женщины-машинисты работали в Петербургском метрополитене с начала его открытия, однако позже этот труд посчитали вредным и тяжёлым для женщин. С 2021 года вслед за Московским метрополитеном, в Петербургском метрополитене впервые за полвека к управлению электропоездом допущены женщины. В обоих случаях это связано с оснащением линии поездами нового поколения, в частности — «Балтиец» для Петербургского метрополитена и «Москва» для Московского; также в Москве допуск женщин к управлению поездами связан с оснащением линии современным оборудованием. Позже в Московском метрополитене женщин также допустили к управлению поездами на Некрасовской линии (электродепо ТЧ-20 «Руднёво»).
В 1993 году введена система обозначения линий по собственному номеру и цвету.
В Петербургском метрополитене на Московско-Петроградской линии эксплуатируется первый серийный вагон типа 81-717 № 9050. Серия вагонов 81-717/714 стала самой массовой в мире из где-либо и когда-либо производившихся.
5 октября 2020 года на Кировско-Выборгской линии завершил свою эксплуатацию вагон типа «Ем» № 3880 — последний с линкрустом в салоне.
В Петербургском метрополитене штатно (при работе в обычном режиме без неисправностей и/или происшествий) допускается осаживание поезда (движение назад, при котором машинист не покидает кабину управления) на станциях закрытого типа и конечных с береговыми платформами, где в пределах платформы находится переходной мостик.
В Петербургском метрополитене эксплуатируется подвижной состав специального назначения, один из головных вагонов которого — 81-717.5Л № 006 — сделан из недостроенного вагона 81-717.2К для Будапештского метрополитена.

## Изменение планов по производству двигателей поездов
Помимо поезда «Балтиец», для которого, в связи с санкциями, пришлось изготавливать российский асинхронный тяговый привод (до их введения и массового ухода иностранных компаний из России планировалось использование привода японской компании «Hitachi»), заниматься импортозамещением приходится и с поездом «НеВа» совместного производства петербургского завода «Вагонмаш» (существуют следующие варианты заводских обозначений модели: 81-556/557/558 и 81-556.1/557.1/558.1 от обанкротившегося ЗАО «Вагонмаш» и 81-556.2/557.2/558.2 от ООО «Вагонмаш» зелёного цвета) и пльзеньского (Чехия) «Škoda Transportation». Модель на 31 % состоит из российских комплектующих, в процессе ремонта эту долю увеличили ещё на 10 %, в связи с чем в данной модели остаётся ещё более половины иностранных комплектующих. Тем не менее, благодаря замене части импортных узлов на отечественные, проблему ремонта удалось решить; производился на Кировском заводе — месте, где ООО «Вагонмаш» арендовал площадку — место производства поездов «НеВа» после банкротства ЗАО «Вагонмаш».

## Критика
Халатность сотрудников ГУП «Петербургский метрополитен», знавших о неполадках, но не уделявших должное внимание целостности конструкций, была одним из факторов, приведших к трагедии с обрушением бетонного козырька павильона станции «Сенная площадь» 10 июня 1999 года в 19:40, вследствие которого погибло 7 человек.
Нарушение руководством метрополитена положений приказа Министерства транспорта № 63 осенью 2006 года, связанное с отменой перерывов для отдыха машинистов из-за подготовки в 2008 году к открытию Фрунзенско-Приморской линии, привело к протестам с угрозами устроить забастовку по примеру сотрудников Московского метрополитена.
Ошибочные действия сотрудников зимой 2012 года едва не привели к катастрофе.
Эксплуатация электропоездов «Юбилейный» на Невско-Василеостровской линии, по информации издания «Фонтанка.ру», была начата с рядом технических неполадок, таких как самопроизвольное включение светильника открытия станционных дверей (СОСДа), отвечающего за работу автоматических платформенных раздвижных дверей на станциях закрытого типа, остановку поезда в тоннеле и самопроизвольное отключение кабины, что, предположительно, было связано с несанкционированным открытием торцевых дверей вагонов.
Петербургский метрополитен отказывался выплачивать компенсации пострадавшим от теракта, обосновывая решение тем, что «теракт — обстоятельство непреодолимой силы», а потому не является ответственностью объекта, предлагая горожанам требовать компенсации от организаторов теракта.
В 2019 году интернет-изданию «Фонтанка» стало известно, что Петербургский метрополитен закупает запчасти по завышенной в 6 раз цене: так, в документации к конкурсу предприятия от 5 мая на поставку запасных деталей к вагонам с начальной стоимостью договора в 615 млн рублей есть ряд товаров, за которые Петербургский метрополитен мог заплатить в 12 раз больше, чем в декабре 2018 года заплатил столичный. В то же время, по данным РБК, Московский метрополитен завышал стоимость подвижного состава при попытке взыскать причинённый ущерб после схода поезда с рельсов на перегоне «Парк Победы» — «Славянский бульвар» в 2014 году.
8 ноября 2023 года Федеральная антимонопольная служба возбудила против Петербургского метрополитена дело в связи с установлением неоправданно высоких цен на оборудование, предоставляющее услуги связи.
По словам первой в Петербургском метрополитене за 40 лет женщины-машиниста Дарьи Ерёменко, руководство подвергает её дискриминации за ношение пирсинга и окрас волос.
При отсутствии в поездах «Балтиец» кондиционеров и сквозного (свободного, межвагонного) прохода, в связи с покупкой по лизинговой схеме (полный контракт по поставке 950 вагонов заключён на 242,6 млрд руб.) они дороже, чем имеющие их эксплуатирующиеся в Московском метрополитене поезда «Ока» (есть его разновидности как без сквозного прохода, так и с ним), «Москва», «Москва-2019» и «Москва-2020», с которыми поезда «Балтиец» схожи оборудованием и эргономикой управления; в то же время один из аргументов отказа от кондиционеров в поездах «Балтиец» — повышенные траты вследствие установки и обслуживания дополнительного оборудования. Несмотря на это, наличие и кондиционеров, и сквозного прохода было рекомендовано техническим заданием ещё для поездов «Юбилейный», схожих с поездами «Балтиец» эргономикой кабины машиниста и прочим оборудованием. «Балтиец .2» для Московско-Петроградской линии, согласно представленному рендеру на фестивале SPbTransportFest-2024, ожидается без сквозного прохода.
Одним из аргументов отказа от сквозных проходов в поездах «Балтиец» — возможности пройти весь поезд внутри него без выхода на платформу — является большое количество кривых (поворотов пути), в частности, в электродепо, в то же время появились сведения о планах приобрести такие поезда у Нижегородского и Новосибирского метрополитенов, в которых кривые представлены в иной степени.
Хотя одним из аргументов отказа от сквозных проходов в поездах «Балтиец» является несовместимость габаритов с автоматическими платформенными раздвижными дверьми на станциях закрытого типа, техническое задание допускает корректировку габаритов под станционные двери и/или ворота, что, в частности, было сделано с поездами 81-765.7/766.7 «Минск-2024» для Зеленолужской линии Минского метрополитена. Также его выпуск «Балтийцев», начиная с 25-го состава, сопровождается дезинформацией: по утверждению губернатора Александра Беглова, изготовление ведётся на ОЭВРЗ, тогда как на нём лишь осуществляется досборка, с производством кузовной части на заводе «Метровагонмаш» в Мытищах.
Во времена проектирования поезда «НеВа», эксплуатирующегося на Невско-Василеостровской линии, где находятся станции закрытого типа, мнение, что используемое в Европе техническое решение — прислонно-сдвижные двери (перед открытием выдвигающиеся за кузов вагона) будет проблематичным по габаритам на станциях закрытого типа, привело к отказу от него и установки «стандартных» дверей «карманного» типа. Тем не менее, в 2025 году, по словам вице-губернатора Кирилла Полякова, на Московско-Петроградскую линию планируется поставка поездов «Балтиец», оборудованных прислонно-раздвижными дверьми (первоначально по контракту планировалось в 2026 году), что станет первым опытом Петербургского метрополитена в эксплуатации электропоезда с прислонно-сдвижными дверьми на станциях закрытого типа. Первоначально это предполагалось применить на станциях с платформенными раздвижными дверьми Красносельско-Калининской линии, однако в июле 2024 года её открытие было перенесено на неопределённый срок. Позже в Смольном уточнили, что её открытие перенесено на 2025 год.
Станции закрытого типа, построенные с 29 апреля 1961 года (первая — «Парк Победы») по 25 декабря 1972 года (последняя — «Звёздная») из соображений экономии средств, помимо того, что впоследствии выяснились повышенные затраты на эксплуатацию, доставляют неудобства, так как снижают пропускную способность за счёт необходимости более точной остановки (поверх светящегося сигнального знака «Остановка первого вагона» установлена линейка), а также не позволяют использовать подвижной состав, расположение дверей которого не повторяет их расположение на станциях. В частности, имеющим их линиям — Московско-Петроградской и Невско-Василеостровской — не подошли вагоны типа «Е», имевшие, по сравнению с предыдущим типом вагонов «Д», иную планировку, связи с чем Мытищинскому машиностроительному заводу пришлось конструировать их усовершенствованную (модернизированную) версию — Ем. Кроме того, по сведениям блогера-исследователя Александра «Russos» Попова, выложившего архивные документы на интернет-площадке Яндекс.Дзен, против их строительства рапортовали сотрудники, указывая на то, что достоинства в виде быстроты в строительстве сводятся на нет при эксплуатации.

## Награды и премии
30 июля 2019 года — «За вклад в развитие транспортной инфраструктуры» на открытии станции «Академическая» после капитального ремонта.
18 ноября 2022 года — «Формула движения» — лучший PR-проект.
27 ноября 2023 года — «Гарантированная прозрачность».

### Комментарии
1. ↑  В отличие от станции «Мякинино» Московского метрополитена, являющейся совместным проектом правительства Московской области и частных капиталовложений — предпринимателя Араза Агаларова (компания Crocus Group), не эксплуатирующейся ГУП «Московский метрополитен» и не принадлежащей правительству Москвы[2], станция «Девяткино» принадлежит правительству Санкт-Петербурга[3]
2. ↑  По состоянию на 1 января 2025 года[7]
3. ↑  Одновременно с этим были переименованы станции «Комсомольская», «Площадь Мира» и «Красногвардейская»
4. ↑  В том числе с учётом статуса Санкт-Петербурга как города федерального значения — самостоятельного субъекта, а не части другого
5. ↑  «Сенная площадь» — «Садовая» — «Спасская»
6. ↑  Сам по себе термин «станция глубокого заложения» означает, однако, не глубину станции как таковой[25], а, согласно строительным нормам и правилам (СНиПам), закрытый способ её строительства[26]: так, например, глубина станций «Охотный Ряд», «Библиотека имени Ленина» и «Кунцевская» Московского метрополитена, сооружённых закрытым и открытым способом, составляет 15, 12 и 37,6 м соответственно[27][28][29]; самой глубокой станцией в мире с 6 ноября 1960 года — открытия первой очереди Киевского метрополитена по 25 января 2022 года[30][31] была станция «Арсенальная» — 105,5 м[32], после чего этот статус отошёл станции «Хунъяньцунь» Чунцинского метрополитена — 116 м[33][34][35][36][37]. В отличие от самой глубокой в СНГ «Адмиралтейской»[38] (86 м[39]), глубина «Арсенальной» обусловлена не заложением станции, а возвышенностью местности[40]
7. ↑  Строительство закрытым способом, однако, согласно строительным нормам и правилам (СНиПам)[74], говорит о том, что сам по себе термин «станция глубокого заложения» не означает величину глубины станции[75]: так, например, глубина станций «Охотный Ряд», «Библиотека имени Ленина» и «Кунцевская» Московского метрополитена, сооружённых закрытым и открытым способом, составляет 15, 12 и 37,6 м соответственно[27][28][29]

1. ↑  Однако количество метров, согласно строительным нормам и правилам (СНиПам), с как таковым понятием «станция глубокого заложения» или «станция мелкого заложения» не взаимосвязано, поскольку определяется закрытым и открытым способом строительства (см., напр., станции «Охотный Ряд», «Библиотека имени Ленина» и «Кунцевская» Московского метрополитена[28][62][247][248])

1. ↑  «Политехническая», «Площадь Мужества», «Озерки», «Удельная», «Пионерская», «Чёрная речка», «Обухово», «Лиговский проспект», «Новочеркасская», «Ладожская», «Проспект Большевиков», «Старая Деревня» «Чкаловская», «Спортивная», «Садовая»
2. ↑  «Площадь Восстания», «Пушкинская», «Нарвская», «Невский проспект», «Сенная площадь», «Технологический институт» (второй зал), «Спасская», «Обводный канал», «Волковская», «Бухарестская», «Проспект Славы»
3. ↑  «Площадь Ленина», «Чернышевская», «Владимирская», «Горьковская», «Фрунзенская», «Московские ворота», «Электросила»
4. ↑  «Гражданский проспект», «Академическая», «Лесная», «Выборгская», «Технологический институт» (первый зал), «Балтийская», «Кировский завод», «Пролетарская», «Достоевская», «Площадь Александра Невского»
5. ↑  «Проспект Просвещения», «Приморская», «Улица Дыбенко», «Комендантский проспект», «Крестовский остров», «Адмиралтейская», «Звенигородская», «Международная»
6. ↑  «Василеостровская», «Гостиный двор», «Маяковская», «Площадь Александра Невского-1», «Елизаровская», «Ломоносовская», «Петроградская», «Парк Победы», «Московская», «Звёздная»
7. ↑  «Автово», «Ленинский проспект», «Проспект Ветеранов»
8. ↑  «Парнас», «Купчино», «Девяткино», «Рыбацкое», «Шушары»
9. ↑  До открытия ТЧ-9 «Правобережное».
10. ↑  Также действует как экскурсионный